# Список епізодів телесеріалу «9-1-1»
«9-1-1» — американський процедурний драматичний телесеріал, створений Раяном Мерфі, Бредом Фальчуком і Тімом Мінеаром для телеканалу Fox. Серіал розповідає про життя рятувальників Лос-Анджелеса: поліціянтів, парамедиків, пожежників і диспетчерів служби порятунку. «9-1-1» є спільним проєктом компаній Reamworks, Ryan Murphy Television та 20th Television.
Прем'єра першого сезону відбулася 3 січня 2018 року. Через пандемію COVID-19 прем'єра четвертого сезону була відкладена до 18 січня 2021 року. Пандемія також спричинила скорочення сезону до 14 епізодів. 16 травня 2022 року Fox продовжив серіал на шостий сезон, прем'єра якого відбулася 19 вересня 2022 року. У травні 2023 року Fox скасував серіал після шести сезонів. Проте його підхопив і продовжив на сьомий сезон телеканал ABC, і прем'єра відбулася 14 березня 2024 року. Через страйк Гільдії сценаристів США 2023 року прем'єру сезону було відкладено, а сам сезон скорочено до 10 епізодів. 2 квітня 2024 року ABC продовжив серіал на восьмий сезон, прем'єра якого відбулася 26 вересня 2024 року. 3 квітня 2025 року серіал було продовжено на дев'ятий сезон.
Станом на 15 травня 2025 року в ефір вийшло 124 епізодів серіалу «9-1-1», завершена трансляція восьмого сезону.

## Огляд серій
| Сезон | Епізоди | Епізоди | Оригінальний показ | Оригінальний показ | Оригінальний показ | Ранг           | Глядачі (млн)  |
| Сезон | Епізоди | Епізоди | Перший показ       | Останній показ     | Мережа             | Ранг           | Глядачі (млн)  |
| ----- | ------- | ------- | ------------------ | ------------------ | ------------------ | -------------- | -------------- |
| 1     | 10      | 10      | 3 січня 2018       | 21 березня 2018    | Fox                | 21             | 10,74          |
| 2     | 18      | 18      | 23 вересня 2018    | 13 травня 2019     | Fox                | 28             | 9.86           |
| 3     | 18      | 18      | 23 вересня 2019    | 11 травня 2020     | Fox                | 15             | 10.42          |
| 4     | 14      | 14      | 18 січня 2021      | 24 травня 2021     | Fox                | 11             | 9.62           |
| 5     | 18      | 18      | 20 вересня 2021    | 16 травня 2022     | Fox                | 18             | 8.12           |
| 6     | 18      | 18      | 19 вересня 2022    | 15 травня 2023     | Fox                | 19             | 7.12           |
| 7     | 10      | 10      | 14 березня 2024    | 30 травня 2024     | ABC                | 22             | 6.67           |
| 8     | 18      | 18      | 26 вересня 2024    | 15 травня 2025     | ABC                | Буде оголошено | Буде оголошено |

## Епізоди

### Сезон 1 (2018)
| № серії (загалом) | № серії (в сезоні) | Назва серії                            | Режисер(и)           | Сценарист(и)                          | Оригінальна дата показу | Код серії | Глядачів в США (млн) |
| --- | ------------------ | -------------------------------------- | -------------------- | ------------------------------------- | ----------------------- | --------- | -------------------- |
| 1 | 1                  | «Пілотна» «Pilot»                      | Бредлі Букер         | Раян Мерфі, Бред Фелчак та Тім Майнір | 3 січня 2018            | 1LAY01    | 6,83                 |
| Служба порятунку Лос-Анджелесу та диспетчери служби "911" мають витримувати баланс між напруженою роботою та особистим життям, яким би воно не було. Мати операторки 911 Еббі Кларк має деменцію, а чоловік сержанта поліції Афіни Грант, який вирішив зізнатися своїй родині в тому, що він насправді гей. Пожежник-новачок Еван "Бак" Баклі вчиться цінувати свою роботу. |                    |                                        |                      |                                       |                         |           |                      |
| 2 | 2                  | «Відпусти» «Let Go»                    | Гвінет Хордер-Пейтон | Раян Мерфі, Бред Фелчак и Тім Майнір  | 10 січня 2018           | 1LAY02    | 5,55                 |
| Аварія на американських гірках завдає травму Баку. Афіна та Ген виїжджають на виклик з приводу нападу пекельного собаки, в якому Афіна згодом вбачає домашнє вторгнення. Еббі телефоном контактує з Баком. Афіна приїжджає додому і виявляє, що її дочка має передозування. |                    |                                        |                      |                                       |                         |           |                      |
| 3 | 3                  | «Найближчий родич» «Next of Kin»       | Барбара Браун        | Джон Дж. Грей                         | 17 січня 2018           | 1LAY03    | 6,21                 |
| Команда зазнає випробування через критичну травму Чіммі у автокатастрофі. Афіна займається наслідками спроби самогубства дочки. |                    |                                        |                      |                                       |                         |           |                      |
| 4 | 4                  | «Найгірший день» «Worst Day Ever»      | Бредлі Букер         | Захарі Рейтер                         | 24 січня 2018           | 1LAY04    | 6,57                 |
| Аварія літака в Лос-Анджелесі викликає команду 118 пожежного відділення. Афіна вживає кардинальних заходів, щоб захистити свою доньку і, роблячи це, прикривається службовими обов'язками. Боббі має рецидив в алкоголізмі. Еббі має справу з серйозною кризою матері. |                    |                                        |                      |                                       |                         |           |                      |
| 5 | 5                  | «Точка відліку» «Point of Origin»      | Гвінет Хордер-Пейтон | Еріка Андерсон                        | 31 січня 2018           | 1LAY05    | 6,21                 |
| Під час великого індуїстського весілля руйнується будівля. Колишня подруга Генрієтти, Єва, просить допомогти їй отримати умовно-дострокове звільнення, що може засмутити дружину Ген. Еббі намагається за допомогою Бака знайти свою матір, яка втекла з дому, і знаходить її за допомогою сторонньої допомоги. Боббі розповідає своєму сповіднику, як випадково став причиною загибелі своєї родини п'ять років тому, коли під дією оксикодону та алкоголю забув вимкнути обігрівач, який спалив його будинок.                              |                    |                                        |                      |                                       |                         |           |                      |
| 6 | 6                  | «Серцеїд» «Heartbreaker»               | Бредлі Букер         | Метью Ходжсон                         | 7 лютого 2018           | 1LAY06    | 6,64                 |
| Несподіване освідчення на сессні обертається катастрофою. Бак запрошує Еббі на вітальну вечірку Чіммі, що відбувається на пожежній станції. У день Святого Валентина Боббі та Чіммі ділять святкове чергування, тож Бак може піти на перше побачення з Еббі, але побачення стає невдалим, коли він задихається від крихти хліба, і дівчина просить про екстрену допомогу при трахеотомії у 911. Після того, як Афіна намагається доставити орган для трансплантації, вона має справу з жінкою, що вбила свого хлопця, що дурив їй голову.    |                    |                                        |                      |                                       |                         |           |                      |
| 7 | 7                  | «Повня» «Full Moon (Creepy AF)»        | Маггі Кілі           | Адам Пенн                             | 28 лютого 2018          | 1LAY07    | 5,95                 |
| Повня над Лос-Анджелесом. Боббі і Бак реагують на виклик, коли у жінки починаються перейми під час заняття йогою. Ген зближується зі своєю колишньою дружиною, тоді як Еббі допомагає розгадати таємницю дзвінка 911. |                    |                                        |                      |                                       |                         |           |                      |
| 8 | 8                  | «Карма-сука» «Karma's a Bitch»         | Барбара Браун        | Крістен Рейдель                       | 7 березня 2018          | 1LAY08    | 6,05                 |
| Команда має кілька не надто вдалих виїздів на виклики. Тим часом Боббі здає кров у день донора, щоб дізнатися, чи може так урятувати життя іншим. Афіна продовжує займатися розлученням. Еббі та Бак переводять свої стосунки на наступний рівень. Нечесність Ген перестає бути таємницею. |                    |                                        |                      |                                       |                         |           |                      |
| 9 | 9                  | «Схоплений» «Trapped»                  | Гвінет Хордер-Пейтон | Адам Гласс                            | 14 березня 2018         | 1LAY09    | 6,55                 |
| Команда виїздить на виклики до бездомного чоловіка, який застряг у сміттєвозі після засипання сміття, та до матері з сином, що опинилися у полон затопленого ліфта. Тим часом Бак починає сумніватися у своїх стосунках з Еббі, а Генрієтта продовжує змагатися за опіку проти колишньої дружини. Також Афіна потрапляє в ситуацію, перебуваючи на побаченні. |                    |                                        |                      |                                       |                         |           |                      |
| 10 | 10                 | «Абсолютно новий Ти» «A Whole New You» | Бредлі Букер         | Раян Мерфі, Бред Фелчак и Тім Майнір  | 21 березня 2018         | 1LAY10    | 6,58                 |
| Команда виїздить на повідомлення про смерть. Згодом потерпілий прокидається в морзі і виявляє, що страждає від захворювання, при якому не може прокинутися. Команда має черговий виклик на місце мотоциклетної аварії, в якій тіло жертви розділене надвоє. Тим часом, після смерті матері, Еббі вирішує покинути Лос-Анджелес і поїхати до Ірландії, щоб виконати цілі своєї матері. Ген намагається виправити стосунки зі своєю дружиною. Боббі та Афіна вирушають на перше побачення. Також дехто видає себе за Бака у соціальній мережі. |                    |                                        |                      |                                       |                         |           |                      |

### Сезон 2 (2018—2019)
| № серії (загалом) | № серії (в сезоні) | Назва серії                                          | Режисер(и)           | Сценарист(и)                 | Оригінальна дата показу | Код серії | Глядачів в США (млн) |
| --- | ------------------ | ---------------------------------------------------- | -------------------- | ---------------------------- | ----------------------- | --------- | -------------------- |
| 11 | 1                  | «Під тиском» «Under Pressure»                        | Гвінет Хордер-Пейтон | Тім Майнір та Бред Фелчак    | 23 вересня 2018         | 2LAY01    | 9,83                 |
| В один з найспекотніших днів року рятувальники активно допомагають у місті та на околоцях: аварія туристичного автобусу, надзвичайна ситуація в авторемонтрій майстерні, та ветеран війни з гранатою у нозі. Тим часом, до Бака раптово навідується сестра Медді, яка ховається від чоловіка-деспота. Крім того, Афіна ставить під сумнів стосунки з Боббі. А новий красень-рятувальник Едді, ставить під загрозу шанси Бака бути обраним для календаря пожежника. Наприкінці епізоду в Лос-Анджелесі відбувається великий землетрус. |                    |                                                      |                      |                              |                         |           |                      |
| 12 | 2                  | «7.1»                                                | Бредлі Букер         | Захарі Рейтер                | 24 вересня 2018         | 2LAY02    | 6,60                 |
| Після землетрусу на магнітудою 7,1 бали в Лос-Анджелесі, рятівники, ризикуючи своїм життям, повинні ухвалити деякі з найважчих рішень за свою професійну кар'єру, поспішаючи рятувати потерпілих у напівзруйнованому готелі, як під завалами, так і високо над землею. Тим часом, Афіна з неповнолітнім крадієм у машині перебуває на розваленому шляхопроводі. Медді кидається у запал нової роботи, долаючи свою першу кризу як диспетчера служби 911. |                    |                                                      |                      |                              |                         |           |                      |
| 13 | 3                  | «Допомоги не буде» «Help Is Not Coming»              | Бредлі Букер         | Захарі Рейтер та Тім Майнір  | 1 жовтня 2018           | 2LAY05    | 6,09                 |
| Рятувальники продовжують допомагати з наслідками землетрусу та його поштовхів. Тим часом, Афіна намагається зберегти спокій у місті; Боббі з командою повинні допомогти своїй колезі, та продовжувати рятувати жертв висотного готелю, як під уламками, так і над землею. Крім того, у перший день роботи Медді допомагає вагітній парі безпечно народити, а Майкл намагається знайти спосіб заспокоїти себе та дітей, оскільки Афіна не виходить на зв'язок. |                    |                                                      |                      |                              |                         |           |                      |
| 14 | 4                  | «Застрягнули» «Stuck»                                | Сара Бойд            | Джон Дж. Грей                | 8 жовтня 2018           | 2LAY04    | 5.92                 |
| Рятувальники допомагають охоронцю, який застряг між двома будівлями на кілька годин, чоловікові, який потрапив у пастку ескалатора торгового центру. Тим часом, Афіна роздумує про очікувану пропозицію підвищення, Едді звертається до Бака за допомогою, коли не може знайти на кого залишити сина з церебральним паралічем. Крім того на Чиммі чекає зустріч з його колишньою дівчиною. Медді говорить Баку, що вирішила переїхати. |                    |                                                      |                      |                              |                         |           |                      |
| 15 | 5                  | «Жахливі люди» «Awful People»                        | Кевін Хукс           | Крістен Рейдел               | 15 жовтня 2018          | 2LAY03    | 5.88                 |
| На рятувальників чекають надзвичайні ситуації на військових похоронах, у кінотеатрі. Відчуваючи труднощі з наданням дистанційної допомоги, Медді отримує пораду від куратора разом з полісменами відвідати реальні ситуації. Її парнером стає Афіна. Один з виїздів відкриває Кендалл очі на грубі порушення колеги Глорії. Тим часом, Хен має з'ясувати, як врятувати свою сім'ю після того, як Єва з'явилася з біологічним батьком Денні. |                    |                                                      |                      |                              |                         |           |                      |
| 16 | 6                  | «Сп’янілий» «Dosed»                                  | Гвінет Хордер-Пейтон | Хуан Карлос Кото             | 22 жовтня 2018          | 2LAY06    | 5.64                 |
| Коли рятувальники вирушають на аварію вертольота, вони потрапляють у фокус камери телерепотрера. Також, команда отримує виклики на надзвичайні ситуації на конкурсі їжі, змаганнях з бодібілдингу та конкурсі краси. Між тим, Боббі намагається впоратися з переживанням смерті дочки, Афіна готується до важливої події, а Медді намагається відпустити свій страх минулого. |                    |                                                      |                      |                              |                         |           |                      |
| 17 | 7                  | «Переслідувані» «Haunted»                            | Лоні Перістер        | Еріка Андерсон               | 29 жовтня 2018          | 2LAY07    | 5.63                 |
| На Хеллоуїн рятувальники отримують виклик на кладовище, у парку жахів пвідомляють про напад кажанів, а до 911 потрапляє виклик із запізненням на 7 років. І поки Афіна намагається знайти родичів зниклого, Хен отримує новини, що її батько, який залишив її у віці 9 років, вмирає в лікарні і вона має ухвалити рішення про припинення його життєзабезпечення. Крім того, Едді знову зв'язується зі своєю дружиною, а Бак вирішує чи варто продовжувати чекати на повернення Еббі. |                    |                                                      |                      |                              |                         |           |                      |
| 18 | 8                  | «Новий Бак» «Buck, Actually»                         | Варда Бар-Кар        | Меттью Ходжсон               | 5 листопада 2018        | 2LAY08    | 5.59                 |
| Рятувальники мають справу з незвичною ситуацією за участю жінки, яка вдається до крайніх заходів, стоїть понад шляхопроводом автостради, щоб привернути увагу чоловіка; подружжям, які потрапляють в автомобільну аварію в день весілля, пару, що вдається до пограбування та літньою гей-парою. Тим часом, Бак пригадує як познайомився з Тейлором Келлі та зайнявся з нею сексом. Крім того, Бак починає помічати, що Чиммі та Медді більше, ніж просто друзі. |                    |                                                      |                      |                              |                         |           |                      |
| 19 | 9                  | «Початок шляху Ген» «Hen Begins»                     | Дженніфер Лінч       | Аристотель Кусакіс           | 19 листопада 2018       | 2LAY09    | 5.15                 |
| Події епізоду відбуваються у 2008 році, коли Ген залишає роботу в фармацевтичній компанії. Під час бесіди з її коучем, та потребує термінової медичної допомоги, і Ген рятує її, розуміючи, що може стати рятувальником. Після закінчення навчання, вона направляється на Станцію 118, де одразу зустрічає знущання з боку екіпажу, особливо від капітану Джеррарда через її стать, расу та сексуальну орієнтацію. Також вона знайомиться з Чиммі, приятелює з ним та Афіною. Згодом Генрієтта починає відстоювати себе, капітана звільняють за нетолерантну й упереджену поведінку. |                    |                                                      |                      |                              |                         |           |                      |
| 20 | 10                 | «Щасливого колишнього Різдва» «Merry Ex-Mas»         | Бредлі Букер         | Крістофер Монфетт            | 26 листопада 2018       | 2LAY10    | 6.15                 |
| Передріздвяний час у Лос-Анджелесі, і рятувальники мають справу з низкою надзвичайних ситуацій, пов'язаних із святом. Тим часом Боббі починає панікувати та тривожитися, коли Афіна просить його переїхати до неї. Едді супротивиться рішенню про зустріч сина та дружини. Чиммі зустрічає чоловіка, з яким обговорює способи підняти святковий настрій. Виявляється, що цей чоловік - колишній чоловік-деспот Медді,який відстежив її. Боббі освічується Афіні, яка погоджується стати його дружиною. |                    |                                                      |                      |                              |                         |           |                      |
| 21 | 11                 | «Нові починання» «New Beginnings»                    | Джон Дж. Грей        | Тім Майнір та Крістен Рейдел | 18 березня 2019         | 2LAY11    | 5.96                 |
| На початку рятувальники отримують звернення щодо ДТП, котре включає досить дивні обставини: тигрову акулу, витік газу в офісі пластичного хірурга. Боббі зустрічається з батьками Афіни — мати поліцейської не приймає їхні заручини. Афіна займаючись складною ситуацією, виявляє, що помилковий виклик 911 насправді є дзвінком хлопчика, якого викрали 6 років тому. Медді намагаючись розвивати стосунки з Чиммі, подає на розлучення зі своїм чоловіком-деспотом, тільки щоб виявити, що він покинув місто. У кінці епізоду Дуг кілька разів ударив Чиммі у живіт перед тим, як напасти на Медді. |                    |                                                      |                      |                              |                         |           |                      |
| 22 | 12                 | «Початок кар'єри Чиммі» «Chimney Begins»             | Дженніфер Лінч       | Еріка Л. Андерсон            | 25 березня 2019         | 2LAY12    | 5.66                 |
| Цей епізод повертає у 2005 рік, коли Чиммі прагне стати підприємцем, зазнає невдачі. Згодом, у барі зайнялась вогнем жінка, а Чиммі гасить її, усвідомлюючи, що його покликання - бути рятівником. Після навчання, Чиммі та його кращий друг Кевін, який також приєднався до пожежної академії, направлені до різних відділень. На Чиммі чекає холодна зустріч, аж поки його друг не загинув під час виконання службових обов'язків. Епізод закінчується нинішнім часом, коли Чиммі лежить без свідомості, спливаючи кров'ю. |                    |                                                      |                      |                              |                         |           |                      |
| 23 | 13                 | «Бий чи біжи» «Fight or Flight»                      | Міллісент Шелтон     | Крістен Рейдел               | 1 квітня 2019           | 2LAY13    | 6.16                 |
| Бак виявляє, що Чиммі поранений та лежить на землі без свідомості, а Медді була викрадена її чоловіком-насильником, який скористався псевдонімом, щоб наблизитися до Чиммі. Афіна і Бак об'єдналися з поліцією, щоб відстежити Медді. Тим часом Медді робить все, що в її силах, щоб пережити викрадення. На запраці Медді намагається втекти, але Даг ловить її та вбиває власника магазину. Медді залишила підказку, за якою знаходять Афіна та Бак. Медді опиняється загнаною в каюту, звідки втікає. Даг намагається наздогнати біглянку, але Медді чинить опір та,обороняючись, вбиває Дага, отримавши травми. Афіна та Бак знаходять Медді, котра радіє дізнавшись, що Чиммі живий. Медді та Чиммі зустрічаються в лікарні, де Медді цілує його.                                                             |                    |                                                      |                      |                              |                         |           |                      |
| 24 | 14                 | «Зламалися» «Broken»                                 | Бредлі Букер         | Хуан Карлос-Кото             | 8 квітня 2019           | 2LAY14    | 5.65                 |
| Хаос виникає в Лос-Анджелесі, коли телефонна лінія 9-1-1 падає, і все переходить на ручний режим керування. Рятувальна станція приведена до стану підвищеної готовності, оскільки багато дзвінків відбуваються одночасно. Тим часом, Чиммі відновлюється та долає наслідки своєї майже загибелі, Медді повертається до роботи. Крім того, Боббі розказує дітям про пожежну безпеку і має гарячу дискусію з Майклом. |                    |                                                      |                      |                              |                         |           |                      |
| 25 | 15                 | «Морська 9-1-1» «Ocean's 9-1-1»                      | Мері Вігмор          | Ендрю Мейерс                 | 22 квітня 2019          | 2LAY15    | 5.99                 |
| Рятувальники реагують на виклик з місцевого банку. Все починає йти на шкереберть, коли Ген відчуває симптоми захворювання однієї з жертв. Пізніше ФБР з'являється до пожежної станції та повідомляють, що вони отримали інформацію про крадіжку з банку. |                    |                                                      |                      |                              |                         |           |                      |
| 26 | 16                 | «Новий старт Боббі» «Bobby Begins Again»             | Дженніфер Лінч       | Крістофер Монфетт            | 29 квітня 2019          | 2LAY16    | 5.49                 |
| Епізод починається у 2014 році, коли Неш, живучи в Міннесоті, відчуває себе зломленим, через загибель усієї його родини в пожежі. Неша відсторонено від роботи у пожежній частині, коли він починає пити все більше та змушений відвідувати збори АА. Згодом Неша переводять до 118 пожежної частини Лос-Анджелеса як нового капітана відділення. На нього чекає прохолодний прийом. Його авторитет збільшується зі звільненням кількох підлеглих через непокору. Згодом Неш починає звикати до своєї нової команди та життя в Лос-Анджелесі. Епізод закінчується сьогоденням, коли Неша допитують на комітеті, і його кар'єра балансує на вістрі. |                    |                                                      |                      |                              |                         |           |                      |
| 27 | 17                 | «Обережніше з бажаннями» «Careful What You Wish For» | Бредлі Букер         | Меттью Ходжсон               | 6 травня 2019           | 2LAY17    | 5.81                 |
| Після відсторонення Бобі від роботи у пожежному відділенні Лос-Анджелеса, Чіммі оголошують виконувачем обов'язків капітана. Виклики, на які приїздить команда стають надмірним тягарем для Чіммі. Тим часом дружина Едді повідомляє, що хоче розлучитися. Пізніше вона потрапляє у серйозну автомобільну аварію і помирає. Тим часом Медді отримує дзвінок від дівчинки, чий брат роздумує про самогубство, це змушує Мадді розглянути можливість звільнення з 911, але вона бачить людей, життя яких змінила, і вирішує залишитися. Також Боббі та Афіна проводять більше часу разом, і під час зустрічі чують про другий вибух підкладеної бомби. |                    |                                                      |                      |                              |                         |           |                      |
| 28 | 18                 | «Життя, яке ми обираємо» «This Life We Choose»       | Бредлі Букер         | Тім Майнір                   | 13 травня 2019          | 2LAY18    | 6.44                 |
| Афіна та Боббі продовжують розслідування випадку серійного підривника, який тероризує Лос-Анджелес. Все раптово змінюється, коли на порозі Афіни виявлено черговий пакунок, що спонукає їх зрозуміти, що мотив підривника - це помста службі порятунку. Пізніше 118 пожежна частина стає останньою ціллю, яка травмує всю команду. Підривником виявляється підліток, батько якого раніше підпалив їхній ресторан. Боббі загрожує, щоб зупинити його. Тим часом Бак ламає ногу під час підриву та отримує пропозицію змінити роботу, якщо він не повністю вилікується. Після смерті дружини Едді, його родина Ель-Пасо змушує вирішити: чи залишитися в Лос-Анджелесі, чи повернутися до Техасу. Ген та її дружина розглядають можливість усиновлення ще однієї дитини. Епізод закінчується весіллям Боббі та Афіни |                    |                                                      |                      |                              |                         |           |                      |

### Сезон 3 (2019—2020)
| № серії (загалом) | № серії (в сезоні) | Назва серії                                                      | Режисер(и)                 | Сценарист(и)                                                      | Оригінальна дата показу | Код серії | Глядачів U.S. (млн) |
| --- | ------------------ | ---------------------------------------------------------------- | -------------------------- | ----------------------------------------------------------------- | ----------------------- | --------- | ------------------- |
| 29 | 1                  | «Діти сьогодні» «Kids Today»                                     | Дженніфер Лінч             | Крістен Рейдель                                                   | 23 вересня 2019         | 3LAY01    | 7.14                |
| Події епізоду розгортаються через п’ять місяців після фіналу другого сезону. Бак повертає свою сертифікацію пожежника після нещасного випадку. Проте святкування переривається, коли він раптово починає блювати кров’ю — виявляється, що у нього тромби через надмірні зусилля, щоб повернутись до роботи. Згодом Боббі повідомляє Бака, що той більше не допущений до служби, після чого Бак у гніві залишає пожежне управління Лос-Анджелеса. Тим часом Медді та команда реагують на викрадення вагітної жінки, підозрюваний вирізає з її утроби дитину. Команда також виїжджає на виклик до некерованого підлітка-водія та літнього чоловіка з м’ясоїдною ІПСШ. Едді відвідує Бака, щоб підняти йому настрій, і просить наглядати за Крістофером, поки він працює. Епізод закінчується, коли Бак та Крістофер проводять день на пірсі Санта-Моніки. Проте згодом Бак і всі відвідувачі пірсу розуміють — прямо на них насувається цунамі. |                    |                                                                  |                            |                                                                   |                         |           |                     |
| 30 | 2                  | «Тонути або плавати» «Sink or Swim»                              | Бредлі Букер               | Хуан Карлос-Кото                                                  | 30 вересня 2019         | 3LAY02    | 7.48                |
| Бак і Крістофер борються за життя, коли руйнівне цунамі накриває пірс Санта-Моніки. Бак допомагає Крістоферу вилізти на покинутий пожежний автомобіль станції 136, і разом вони починають допомагати іншим вижити серед потоку води. Тим часом Боббі з командою також розпочинають пошук постраждалих у воді. Афіна та її дочка Мей потрапляють у масштабну автомобільну аварію та змушені самостійно рятувати людей, оскільки рятувальники не можуть прибути. Також Медді намагається утримати ситуацію під контролем у центрі екстреного реагування 911, але зазнає емоційного удару, коли один з абонентів тоне на горищі власного будинку. Хвилі починають відступати в океан, спричиняючи ще більший хаос. Коли Бак намагається допомогти іншим дістатися до пожежного автомобіля, Крістофер падає у воду й зникає у потоках. Бак стрибає у воду, щоб знайти його. У цьому епізоді запрошеним актором виступає Вільям Расс.. |                    |                                                                  |                            |                                                                   |                         |           |                     |
| 31 | 3                  | «Шукачі» «The Searchers»                                         | Чед Лоу                    | Девід Ф'юрі                                                       | 7 жовтня 2019           | 3LAY03    | 7.34                |
| Бак продовжує пошуки Крістофера. Боббі, Едді та Лена (Ронда Роузі) зі станції 136 рятують постраждалих з пошкодченого оглядового колеса. Медді звертається по допомогу до дівчинки (Ава Ейкрс), яка є юною пілотесою дрона. Тим часом Афіна має справу з мародерами та змушена ампутувати руку пожежнику. Боббі, Чімні та Ген рятують людей з житлового будинку, ледве встигаючи вибратись до того, як вибухає газовоз. Едді рятує дитину та возз'єднується з Крістофером на місці сортування постраждалих, у той час, як зневоднений Бак втрачає свідомість. Едді запевняє Бака, що він усе ще єдина людина, якому він довіряє Крістофера. |                    |                                                                  |                            |                                                                   |                         |           |                     |
| 32 | 4                  | «Тригери» «Triggers»                                             | Хоакін Седілло             | Девід Ф'юрі, Крістофер Монфетт і Тоня Конг                        | 14 жовтня 2019          | 3LAY05    | 6.31                |
| Під час пожежного тренування в хмарочосі Бак перебуває на "полегшеному режимі", виконуючи обов’язки інспектора з пожежної безпеки. Його дратує, що Лена зайняла його місце в пожежній частині. За вечерею з Боббі та Афіною Бак дізнається, що саме Боббі ініціював його відсторонення, і в гніві залишає дім. Завдяки підтримці Афіни Ген та Карен вирішують розширити свою родину. Під час вечері з Чімні Медді переживає спогади про Дага та в паніці тікає. Вона потайки знаходить пригнічену жінку (Еллен Холлман), яка телефонувала на 911, але поклала слухавку, коли її чоловік почув дзвінок. Побачивши її сварку з чоловіком, Медді мало не збиває його автівкою, а потім наймає жінку як особисту тренерку, щоб зблизитися з нею. Крістофер зізнається Едді, що "жінка, яка тоне" з його повторюваних кошмарів про цунамі — це Шеннон, його покійна мати. Після консультації з адвокатом Бак вирішує подати до суду на місто, департамент і Боббі за незаконне звільнення. Реальні сестри Джоелі Фішер і Триша Лі Фішер з’являються в ролях сестер, які сваряться через спадщину після смерті матері. |                    |                                                                  |                            |                                                                   |                         |           |                     |
| 33 | 5                  | «Лють» «Rage»                                                    | Янн Тернер                 | Ліндсі Больє                                                      | 21 жовтня 2019          | 3LAY06    | 6.54                |
| Під час арбітражу адвокат Бака (Джордан Белфі) викладає на стіл компромат на команду. Бак, який щиро хоче повернутись до роботи, свариться з адвокатом, коли дізнається, що єдина можлива компенсація — грошова. Майкл, Мей і Гаррі переживають травматичну зупинку поліцією, яка ледь не закінчується тим, що Гаррі могли застрелити, що викликає обурення у всієї родини, окрім самого Гаррі, через расову упередженість окремих офіцерів. Переглянувши відео з реєстратора та історію скарг на офіцера, Афіна вирішує взяти справу у свої руки. Лена вводить Едді у підпільний бійцівський клуб після того, як його заарештували за бійку на парковці. Едді також з'ясовує стосунки з Баком через позов, який сильно вдарив по ньому та Крістоферу. Команда 118 також реагує на виклик до молодих захисників тварин, жінки, що трощить кімнату гніву через зраду чоловіка, та конфлікт на стоянці. Боббі повертає Бака до підрозділу 118 через бажання міста врегулювати справу. Ген і Карен дізнаються, що всі шість запліднених ембріонів Карен мають генетичні порушення.                                  |                    |                                                                  |                            |                                                                   |                         |           |                     |
| 34 | 6                  | «Монстри» «Monsters»                                             | Тіна Мабрі                 | Крістофер Монфетт                                                 | 28 жовтня 2019          | 3LAY07    | 6.26                |
| Умовне повернення Бака до підрозділу 118, юридично узгоджене та зняте з відповідальності, зустрічається холодною реакцією, особливо з боку Боббі та відстороненого Едді. Зрештою Бак і Едді миряться, коли з’ясовується, що злість Едді була викликана тим, що Бак не подумав, як позов вплине на їхні стосунки. Боббі поновлює Бака як повноцінного члена команди після того, як той рятує життя чоловіку, який вилетів через лобове скло автівки, а також жінці, яка не усвідомлювала, що сталося, через ушкодження мозку. Афіна прибуває до будинку, де утримуються голодні діти, прикуті ланцюгами до підвалу, після того, як одна з дівчат вибралась і постукала до сусідів. Команда 118 відповідає на виклик, де двох хлопчиків атакують ворони. Одна з ворон потім цілий день переслідує Чімні, щоб повернути йому загублений бейджик. Медді продовжує зближуватись із жінкою, яка має жорстокого чоловіка (епізод "Triggers"). Зрештою жінка дізнається, що Медді її переслідує, і керівник Медді наказує їй пройти психіатричну оцінку перед поверненням на роботу.                                     |                    |                                                                  |                            |                                                                   |                         |           |                     |
| 35 | 7                  | «Початок Афіни» «Athena Begins»                                  | Таша Сміт                  | Крістен Рейдель                                                   | 4 листопада 2019        | 3LAY04    | 6.08                |
| Афіна отримує шокуючу новину: знаряддя вбивства її колишнього нареченого Еммета, у справі, що залишалася нерозкритою протягом 28 років, було знайдено. Вона вирішує знайти винного, попри занепокоєння Боббі та її матері (Беверлі Тодд), які вважають, що вона занадто емоційно залучена. Епізод також містить флешбеки до 1989 року, коли молода Афіна (Пепі Сонуга) вперше стала поліцейською після знайомства з Емметом (Джефф П'єр) на ярмарку вакансій. Наприкінці епізоду Афіна за допомогою Медді знаходить вбивцю Еммета (Гленн Пламмер) і, після його зізнання, арештовує його та привозить у відділок для оформлення. Потім у неї відбувається емоційна зустріч з матір’ю Еммета, якій вона повідомляє, що знайшла вбивцю її сина. Після повернення додому Афіна та Боббі миряться, і вона, нарешті, дає волю емоціям. У ролях запрошених зірок — Клаудія Крістіан і Денні Нуччі. |                    |                                                                  |                            |                                                                   |                         |           |                     |
| 36 | 8                  | «Несправність» «Malfunction»                                     | Хоакін Седілло             | Тоня Конг                                                         | 11 листопада 2019       | 3LAY08    | 6.54                |
| Рятувальники реагують на низку викликів: серйозну аварію на ковзанці, під час якої один чоловік втрачає пальці, а іншому лезо ковзана пронизує грудну клітину; збій автономного авто; та промислового робота, який вийшов з-під контролю. Афіну тимчасово усувають з LAPD через її дії в попередньому епізоді. Медді також залишається усуненою від роботи в кол-центрі та повідомляє Баку і Чімні, що повернулась до терапії. Тим часом Бак хвилюється через підозрілу поведінку Едді. Бої Едді на підпільному рингу виходять з-під контролю, коли він майже вбиває свого суперника, після чого ділиться з Боббі переживаннями, пов’язаними зі смертю Шеннон. Також Ген переживає труднощі у стосунках з Карен після втрати ембріонів. Епізод завершується аварією швидкої за участі Ген і підлітка, на ім'я Евелін (Енні Торман), яка гине від отриманих травм. Ген стикається з розслідуванням інциденту з боку LAFD та LAPD. Запрошена зірка — Воллес Ленгем. |                    |                                                                  |                            |                                                                   |                         |           |                     |
| 37 | 9                  | «Випасти» «Fallout»                                              | Маркус Стокс               | Хуан Карлос-Кото                                                  | 25 листопада 2019       | 3LAY09    | 6.14                |
| Кар'єра та життя Боббі опиняються під загрозою під час виклику, пов’язаного з аварією вантажівки, яка перевозила небезпечні радіоактивні відходи. Бак почувається відповідальним за те, що Едді вдається до бійок, і вони мають відверту розмову під час спільного дозвілля з Крістофером. Тим часом Ген, виправдана у справі про фатальну аварію, що сталася через несправний світлофор, продовжує сумувати за Евелін і роздумує про звільнення з LAFD. Згодом вона знову зустрічає життєвого коуча (Рей Дон Чонг), якого колись врятувала та який надихнув її стати парамедиком (епізод "Hen Begins"). Разом із Карен вона їде до курорту та вирішує повернутися до роботи. Тим часом Медді отримує шокуючі новини від жінки (Еллен Холлман), якій вона намагалась допомогти (епізод "Monsters"). |                    |                                                                  |                            |                                                                   |                         |           |                     |
| 38 | 10                 | «Дух Різдва» «Christmas Spirit»                                  | Алонсо Альварес-Барреда    | Ендрю Мейерс                                                      | 2 грудня 2019           | 3LAY10    | 6.81                |
| Настає Різдво, і поліція та рятувальники отримують виклики: в аеропорту зникає багажний візок; жінка, яка самостійно приймала ліки, синіє шкірою; покупець у торговому центрі влаштовує істерику. Маленький хлопчик дзвонить на 911 після того, як його мати непритомніє, та боїться, що міг ще більше зашкодити, намагаючись врятувати її за інструкцією Медді телефоном. Крістофер засмучується, дізнавшись, що не проведе Різдво ані з Едді, ані з Баком. Тож Бак організовує різдвяну вечірку в пожежній частині, щоби всі родини змогли бути разом. Тим часом Майкл, який забув, як ліг не в своє ліжко та пройшов крізь скляні двері, зізнається Боббі, що у нього виявили пухлину. Медді продовжує терапію та змушена пережити день, коли вона вбила Дага (епізод "Fight or Flight"). Хвилюючись за Боббі через його можливе опромінення, Бак і Афіна таємно влаштовують різдвяну вечерю в частині, щоб зняти з нього стрес. |                    |                                                                  |                            |                                                                   |                         |           |                     |
| 39 | 11                 | «Скористайтеся днем» «Seize the Day»                             | Сара Бойд                  | Ліндсі Больє                                                      | 16 березня 2020         | 3LAY11    | 6.97                |
| Команда реагує на серію викликів: інструктор зі стрибків із парашутом втрачає свідомість і зависає на літаку; представника банку переїжджає трактор; чоловік отримує удар трубою по горлу. Тим часом Чімні несподівано відвідує його зведений брат із Кореї (Джон Харлан Кім), з яким він ніколи раніше не зустрічався. Афіна та Майкл розповідають дітям про перебіг лікування Майкла від раку мозку. Бак отримує позитивні результати обстеження у лікаря. Медді вперше знайомиться з прийомними батьками Чімні (Фріда Фо Шен і Келвін Хан Ї). |                    |                                                                  |                            |                                                                   |                         |           |                     |
| 40 | 12                 | «Дурні» «Fools»                                                  | Девід Гроссман             | Ендрю Мейерс                                                      | 23 березня 2020         | 3LAY12    | 7.03                |
| Команда з 118-ї пожежної частини реагує на виклики: невдалий трюк популярного блогера, який повторно закінчився травмою, та випадок, коли жінка застрягла у вікні ванної під час побачення вдома. Тим часом Афіна та LAPD розслідують справу жінки (Одрі Василевскі), яка не пам’ятає, як отримала кульове поранення в потилицю. Після травми, яку Едді отримує, намагаючись покататися на скейтборді через недбалість вчителя, він змушений провести складну розмову з Крістофером про межі, які накладає ДЦП. Бак допомагає Едді зрозуміти, що з креативністю, як у бейсболіста Джима Ебботта, Крістофер може впоратися з будь-чим. Вони проводять час у парку. Джош (Браян Саффі), один із керівників Медді у кол-центрі, зазнає жорстокого нападу та пограбування під час побачення з чоловіком (Шон Клієр), якого зустрів через додаток для знайомств. Все це відбувається на кладовищі під час перегляду фільму просто неба. У ролях запрошених зірок: Стівен Калп, Денні Нуччі та Патріша Белчер. |                    |                                                                  |                            |                                                                   |                         |           |                     |
| 41 | 13                 | «Закріплено» «Pinned»                                            | Джон Дж. Грей              | Надя Абас-Медден і Хуан Карлос Кото                               | 30 березня 2020         | 3LAY13    | 7.22                |
| Команда реагує на виклики: жінка застрягає рукою в механізмі для розставляння кеглів у боулінгу, а чоловік випадково стріляє собі цвяхом у грудну клітину. Тим часом Боббі та Майкл беруть Гаррі на свою щорічну кемпінгову поїздку, попри протест Мей щодо стану здоров’я батька. Афіна ділиться з Ген своїми страхами щодо Майкла. Мей отримує лист про вступ до Університету Південної Каліфорнії (USC). План Чімні зводити Медді на романтичну вечерю, щоб зізнатися у своїх почуттях, переривається драматично: жінку затискає між стіною та столом у ресторані, що обертається. Епізод завершується тим, що Медді, Джоша та весь персонал центру 911 беруть у заручники фальшиві поліцейські — ті самі злочинці, які раніше напали на Джоша. |                    |                                                                  |                            |                                                                   |                         |           |                     |
| 42 | 14                 | «Захоплення диспетчерської 9-1-1» «The Taking of Dispatch 9-1-1» | Маршалл Тайлер             | Надя Абас-Медден і Ендрю Мейерс                                   | 13 квітня 2020          | 3LAY15    | 7.63                |
| Один із грабіжників у формі поліцейського, що тримають у заручниках Медді, Джоша та співробітників 911, виявляється Грегом — тим самим чоловіком, який побив Джоша. Їхній план — відволікти поліцію, щоб викрасти картини на мільйони доларів з музею. Після того як один з операторів подає сигнал тривоги, Афіна об’єднується з Чімні та Баком, щоб розв'язати ситуацію. Після арешту всіх злочинців виявляється, що водійка Тіффані (Джоселін Худон) була мозковим центром пограбування. Вона найняла Грега та його команду, щоби помститись: її батька, колишнього водія банди, колись покинули на попередньому завданні, й він загинув. Запрошені зірки — Джейсон Блер та Джон Маршалл Джонс. |                    |                                                                  |                            |                                                                   |                         |           |                     |
| 43 | 15                 | «Початок Едді» «Eddie Begins»                                    | Роберт М. Вільямс молодший | Крістофер Монфетт, Роберт М. Вільямс молодший і Крістофер Монфетт | 20 квітня 2020          | 3LAY14    | 6.84                |
| Пожежна частина 118 виїжджає на виклик: дитина застрягла в каналізаційній трубі. Едді добровільно вирушає всередину, щоб врятувати дитину, але наражає себе на смертельну небезпеку та починає згадувати події минулого. У 2011 році його дівчина Шеннон народжує Крістофера в Ель-Пасо, Техас. Згодом їхні стосунки погіршуються після того, як Едді вирішує знову піти в армію. У 2015-му вони дізнаються, що у Крістофера — ДЦП, що ще більше напружує стосунки, внаслідок чого Шеннон покидає Едді з сином. У теперішньому часі команда намагається врятувати Едді, тоді як приголомшений Бак не знаходить собі місця від страху. Попри небезпеку, команді вдається врятувати Едді живим. |                    |                                                                  |                            |                                                                   |                         |           |                     |
| 44 | 16                 | «Той, що втік» «The One That Got Away»                           | Міллісент Шелтон           | Девід Ф'юрі                                                       | 27 квітня 2020          | 3LAY16    | 6.81                |
| Після порятунку пари, яка опинилася в пастці під час пожежі в квартирі, Ген дізнається, що чоловік помер у лікарні від серцевого нападу. Це змушує її засумніватися у правильності рішень лікарів щодо лікування. Згодом вона рятує ще одного чоловіка, який випадково прострелив собі груди балончиком збитих вершків під час зйомок кулінарного шоу, затиснувши його аорту в машині швидкої. Тим часом Бак, залишившись без планів після зміни, знайомиться в барі з пенсіонером-пожежником і вирішує допомогти йому здійснити його мрії. Також під час виклику на місце аварії з дроном Афіна дізнається, що його власник, якого нещодавно відпустили, є серійним ґвалтівником — після того, як у його гаражі знаходять відеодокази. |                    |                                                                  |                            |                                                                   |                         |           |                     |
| 45 | 17                 | «Безсилий» «Powerless»                                           | Крістен Рейдель            | Ліндсі Больє і Крістен Рейдель                                    | 4 травня 2020           | 3LAY17    | 6.99                |
| Команда 118 реагує на виклик, де дитина застрягла в повітряній кулі, що відірвалася. Медді також отримує дзвінок від чоловіка, який опинився замкненим у морозильній камері через знеструмлення — це сталося після того, як жінка викрала вантажівку з тримером для дерев. Тим часом Афіна продовжує розслідування справи серійного ґвалтівника. Вона знаходить його в ангарі для зберігання, де він жорстоко на неї нападає. Медді та команда 118 чують напад через рацію і в жаху слухають, як усе відбувається, але Афіні вдається його стримати, поки не прибуває Боббі. Карен починає підозрювати, що Ген їй зраджує, знайшовши підозрілий номер телефону й брехню у поясненнях, тоді як Ген таємно розмірковує над вступом до медичної школи. Також Джош просить Медді поради щодо виклику до суду на оголошення вироку Грегу. Епізод завершується аварією потяга, про яку в диспетчерську телефонує колишня операторка 911 Еббі Кларк. |                    |                                                                  |                            |                                                                   |                         |           |                     |
| 46 | 18                 | «Що далі?» «What's Next?»                                        | Дженніфер Лінч             | Хуан Карлос Кото і Крістен Рейдель                                | 11 травня 2020          | 3LAY18    | 7.29                |
| Команда 118 поспішає рятувати людей після масштабної аварії потяга. Серед постраждалих виявляється Еббі — колишня операторка 911. Вона повідомляє Баку, що вже залишила їхні стосунки в минулому й почала нові. Її поява збиває Бака з пантелику, а Едді — з неоднозначними почуттями. Афіна переживає наслідки нападу. Медді розкриває шокуючу новину. Майкл отримує гарні новини щодо свого здоров’я. Бак нарешті отримує емоційний кінець у стосунках із Еббі. Ген стоїть перед важким вибором. |                    |                                                                  |                            |                                                                   |                         |           |                     |

### Сезон 4 (2021)
| № серії (загалом) | № серії (в сезоні) | Назва серії                                                  | Режисер(и)                 | Сценарист(и)                       | Оригінальна дата показу | Код серії | Глядачів U.S. (млн) |
| --- | ------------------ | ------------------------------------------------------------ | -------------------------- | ---------------------------------- | ----------------------- | --------- | ------------------- |
| 47 | 1                  | «Нове ненормальне» «The New Abnormal»                        | Девід Гроссман             | Хуан Карлос Кото                   | 18 січня 2021           | 4LAY01    | 7.19                |
| Команда стикається з труднощами під час пандемії. Афіна повертається до LAPD, попри занепокоєння Боббі, а Мей починає працювати в диспетчерській під наглядом Медді. Сейсмічна активність поблизу Голлівуду спричиняє прорив дамби в Голлівудському водосховищі. Команда реагує на аварію автобуса та випадок, коли велосипедистку (Ніккі Делош) затягує в каналізацію після повені. У центрі зв’язку фіксують можливість зсуву ґрунту в Голлівудських пагорбах. Афіна отримує наказ від капітана Мейнарда вийти на місце події — вона рятує агорафобну жінку Сільвію (Ліллі Бердселл), яка не може покинути свій будинок. Після нової хвилі сейсмічної активності Афіна намагається переконати жінку залишити дім, але та повертається всередину. Афіна йде за нею, і в цей момент будинок, разом із написом «Hollywood», обвалюється. |                    |                                                              |                            |                                    |                         |           |                     |
| 48 | 2                  | «На самоті разом» «Alone Together»                           | Девід Гроссман             | Ліндсі Больє                       | 25 січня 2021           | 4LAY02    | 7.21                |
| Група туристів стає свідками падіння напису «Hollywood», змушуючи команду 118 діяти. Тим часом Афіна та Сільвія борються за своє життя в нестабільному будинку, де Сільвію затиснуло. Під час порятунку дитини з-під заваленого будинку Чімні натрапляє на групу вагітних жінок, яких утримують у полоні. Одна з них раптово починає народжувати, і Чімні допомагає їй. Коли вдається встановити контакт з Афіною, Мей намагається переконати її залишити Сільвію, але та відмовляється і зрештою успішно рятує її. Вони разом тікають, і Афіна привертає увагу Боббі, вмикнувши проблискові маячки свого патрульного авто. Мей нарешті зітхає з полегшенням. Після того, як Афіна розмовляє з Мей щодо її роботи, та зізнається, що пішла туди працювати після того, як побачила поранення матері. |                    |                                                              |                            |                                    |                         |           |                     |
| 49 | 3                  | «Майбутній час» «Future Tense»                               | Маріта Ґрабяк              | Ендрю Мейерс                       | 1 лютого 2021           | 4LAY03    | 6.77                |
| Команда 118 реагує на серію викликів, серед яких — чоловік, який живе в «розумному» будинку, послизнувся в душі й вдарився головою. Медді підозрює, що виклик у 911 міг бути підлаштований колишньою жертви. У Ген перший день у медичній школі проходить невдало — один зі студентів починає принижувати її через вік. Дізнавшись, що Бак відвідує психотерапевта, Медді замислюється над тим, щоб розповісти йому таємницю з минулого. Тим часом Афіна за допомогою мобільного додатка вистежує замаскованого грабіжника банку Коли «розумний дім» підхоплює фразу Едді, Бак і Крістофер об’єднуються, щоб розіграти його. Епізод завершується тим, що Ген, Едді та Бак вирушають до Техасу допомогти пожежникам у боротьбі з неконтрольованою пожежею, що є передумовою до їхньої появи в серії «Hold the Line» серіалу 9-1-1: Самотня зірка. |                    |                                                              |                            |                                    |                         |           |                     |
| 50 | 4                  | «9-1-1, у чому ваша скарга?» «9-1-1, What's Your Grievance?» | Бренна Маллой              | Надія Абас-Медден                  | 8 лютого 2021           | 4LAY04    | 6.86                |
| Під час святкування на районі, жінка (Ліза Енн Волтер), яка залякує всіх навколо, викликає 911 через «шкідників», але несподівано її знаходять мертвою після того, як Мей чує у слухавці звук пострілу. Афіну відправляють розслідувати справу. Батьки Медді та Бака (Ді Воллес і Ґреґорі Гаррісон) приїжджають у місто, щоб познайомитися з Чімні, і викликають дедалі більшу напругу. Команду викликають на інцидент після того, як Мей приймає дзвінок від чоловіка, що повідомляє про погрозу вибуху. Бак ділиться з Едді своїми переживаннями щодо стосунків із батьками й отримує підтримку. В кінці епізоду Медді розкриває болючу сімейну таємницю: у них із Баком був брат Даніел, який помер. |                    |                                                              |                            |                                    |                         |           |                     |
| 51 | 5                  | «Початок Бака» «Buck Begins»                                 | Янн Тернер                 | Хуан Карлос Кото                   | 15 лютого 2021          | 4LAY05    | 6.84                |
| У 1996 році Медді вчить Бака кататися на велосипеді (який, як з’ясувалося, раніше належав Даніелу), але він падає, після чого їхні батьки його сварять. У 2004 році Медді повідомляє, що разом зі своїм хлопцем переїжджає до Бостона для навчання в медичній школі. У 2012 році Бак починає втрачати контроль над життям: пропускає вступ до коледжу, потрапляє в автокатастрофи. Після розмови з батьками він просить Медді поїхати з ним, але вона відмовляє, натомість дарує йому свою машину. Між 2012 і 2016 роками Бак подорожує країною, змінює різні роботи й зрештою опиняється в Лос-Анджелесі. Він закінчує пожежну академію та приєднується до станції 118. У теперішньому часі Медді зізнається Баку, що в них був брат, який помер від лейкемії, і що батьки народили Бака, щоб використовувати його як донора кісткового мозку, оскільки вона і самі батьки не підходили. Команда тим часом бореться з великою пожежею, і Бак рятує постраждалого. Після важкої розмови з батьками Бак і Медді нарешті знаходять з ними порозуміння. |                    |                                                              |                            |                                    |                         |           |                     |
| 52 | 6                  | «Джинкс» «Jinx»                                              | Янн Тернер                 | Тейлор Вонг                        | 22 лютого 2021          | 4LAY06    | 6.73                |
| Команда 118 отримує безліч дивних викликів після того, як новобранець (Анірудх Пішароді) «накликає нещастя», вимовивши заборонене слово «спокійно». Серед викликів — чоловік, якого прив’язали до рекламного щита як частину піар-кампанії, менеджер ресторану, який викидає меблі через вікна через уявний витік газу, та пожежа в гаражі, де зберігалися феєрверки на тисячі доларів. Едді зустрічає колишню вчительку Крістофера — Ану Флорес (Габріель Волш) — під час аварії. Афіна женеться за чоловіком, який викрав пожежну машину 118. |                    |                                                              |                            |                                    |                         |           |                     |
| 53 | 7                  | «По сусідству» «There Goes the Neighborhood»                 | Шарат Раджу                | Стейсі Роуз                        | 1 березня 2021          | 4LAY07    | 6.40                |
| Команда 118 реагує на випадки, пов’язані з чоловіком, притиснутим військовою вантажівкою, яка впала з літака, та з отруйним газом, який спричинив кровотечу з очей у постраждалих. Тим часом Майкл просить допомоги у Боббі та Афіни, бо підозрює, що один із його сусідів веде незаконну хірургічну практику. Ген шокована несподіваним візитом своєї матері (Марша Ворфілд), яка повідомляє, що переїжджає до Лос-Анджелеса. Також Бак дізнається, що жінка, з якою він мав невдале побачення, живе в тому ж будинку, і тепер він усіма силами уникає її. |                    |                                                              |                            |                                    |                         |           |                     |
| 54 | 8                  | «Точка зламу» «Breaking Point»                               | Девід Гроссман             | Боб Гудмен                         | 8 березня 2021          | 4LAY08    | 6.27                |
| Команда реагує на низку викликів, включаючи стюардесу, яка вистрибує з припаркованого літака, та шестигодинні перемовини з заручниками. Афіна має справу з сімейною сваркою, коли жінка намагається вбити свого чоловіка та сховати його в стіні. Тим часом Медді та Чімні обговорюють домашні пологи через обмеження, пов’язані з COVID-19. Крістофер негативно реагує на новину, що Едді почав зустрічатися з жінкою, і тікає до Бака, який запевняє його, що завжди буде поруч. Також Бак зіштовхується з наслідками того, що його сусід по квартирі Альберт почав зустрічатися з тією жінкою, з якою раніше ходив на побачення він сам. |                    |                                                              |                            |                                    |                         |           |                     |
| 55 | 9                  | «Осліплений» «Blindsided»                                    | Маркус Стокс               | Ендрю Мейерс                       | 19 квітня 2021          | 4LAY09    | 6.24                |
| Поліція та рятувальники приведені в бойову готовність після повідомлення про масштабну аварію з багатьма машинами. Для Боббі цей випадок особливо болючий, бо спричинила аварію жінка, яка їхала по зустрічній смузі в стані алкогольного сп’яніння — виклик надійшов від її дитини, що була в автокріслі на задньому сидінні. Тим часом у Медді починаються перейми саме в той момент, коли брат Чімні, Альберт (Джон Харлан Кім), потрапляє в аварію. Ген і Карен опиняються по різні боки щодо рішення про повернення їхньої прийомної дитини до біологічної матері. |                    |                                                              |                            |                                    |                         |           |                     |
| 56 | 10                 | «Батьківство» «Parenthood»                                   | Девід Гроссман             | Ліндсі Больє                       | 26 квітня 2021          | 4LAY10    | 5.96                |
| Команда реагує на виклик з дитячого дня народження, де матір випадково прибило до стіни пружинами з батута. Тим часом Медді й Чімні звикають до нового життя як батьки та одночасно доглядають за Альбертом після його аварії. Афіна та Майкл занепокоєні через те, що Мей знову почала спілкуватися з дівчиною, чиї цькування колись довели її до спроби самогубства. Боббі та Афіна обговорюють її роботу в диспетчерській та її минулі психологічні травми. Також Ген і Карен важко переживають зміну в житті після того, як змушені були віддати прийомну дитину. Пізніше Мей слухає запис дзвінка у 911, який зробила її мати в день передозування. Її глибоко зворушує момент, коли вона усвідомлює, що мати думала, що вона вже мертва. |                    |                                                              |                            |                                    |                         |           |                     |
| 57 | 11                 | «Працівники служб надзвичайних ситуацій» «First Responders»  | Таша Сміт                  | Крістен Рейдел і Надія Абас-Медден | 3 травня 2021           | 4LAY11    | 6.12                |
| Начальниця диспетчерської служби 911, Сью Блевінс (Дебра Крістофферсон), стає жертвою наїзду. Її заступнику Джошу важко втримати порядок у центрі, і він згадує про пожежу, з якої Сью допомогла йому врятуватись у 2006 році, коли він працював фрилансером в офісній будівлі. Під час розслідування Афіна виявляє, що наїзд на Сью пов'язаний із викраденням 21-річної Трейсі Веббер. Афіна, команда 118 і поліція об’єднують зусилля, щоб знайти підозрюваного. Джош допомагає їм у погоні через лабіринт із вантажних контейнерів. Вони успішно заарештовують злочинця та рятують Трейсі. Епізод завершується поверненням Сью до диспетчерської, де вона підіймає всім настрій. |                    |                                                              |                            |                                    |                         |           |                     |
| 58 | 12                 | «Полювання за скарбами» «Treasure Hunt»                      | Девід Гроссман             | Боб Гудмен                         | 10 травня 2021          | 4LAY12    | 5.83                |
| Місто Лос-Анджелес і рятувальні служби опиняються в хаосі після того, як відомий письменник помирає та залишає скриню зі скарбом на 5 мільйонів доларів, заховану десь у місті. Команда 118 розбивається на групи в пошуках скарбу. Афіна шокована, дізнавшись, що письменник (Патрік Фішлер) інсценував свою смерть, щоб вигадати фінал до своєї нової книги. Ще більшим шоком стає те, що його справді знаходять мертвим пізніше. Едді та Бак об'єднуються з журналісткою Тейлор Келлі у пошуках скарбу, попри те, що Едді не подобається її нова дружба з Баком. |                    |                                                              |                            |                                    |                         |           |                     |
| 59 | 13                 | «Підозра» «Suspicion»                                        | Бренна Маллой              | Ліндсі Больє і Ендрю Мейерс        | 17 травня 2021          | 4LAY13    | 5.93                |
| Команда реагує на виклик, коли жінка випадає з балкона власної квартири. Згодом Едді підозрює, що вона навмисне шкодить своїй дитині, щоб отримувати страхові виплати та донати з соцмереж. Тим часом у шлюбі Афіни й Боббі виникає напруга через те, що Боббі приховує щось від дружини. Медді страждає від післяпологової депресії. Ген починає турбуватись за здоров’я своєї матері. Едді починає сумніватися у стосунках із колишньою вчителькою Крістофера, коли Карла натякає, що він не слухає власне серце. Епізод закінчується тим, що Едді отримує кульове поранення в плече від снайпера на очах у шокованого Бака — його життя під загрозою. |                    |                                                              |                            |                                    |                         |           |                     |
| 60 | 14                 | «Вижили» «Survivors»                                         | Роберт М. Вільямс молодший | Крістен Рейдел                     | 24 травня 2021          | 4LAY14    | 6.35                |
| Після того, як професійний снайпер починає цілеспрямовано стріляти по пожежниках, рятувальники змушені ховатися, а Едді бореться за життя в лікарні. Після нападу Бак доглядає за Крістофером, намагаючись впоратися з власним болем через майже втрату друга. Медді, яка страждає на післяпологову депресію, просить Чімні допомогти їй, адже вона імпульсивно звільнилася з роботи. Боббі й Афіна миряться після сварки. Ген і Карен зустрічаються з біологічною матір’ю своєї колишньої прийомної дитини. Едді зізнається Баку, що хоче, аби той став офіційним опікуном Крістофера у разі його смерті. Бак привозить Едді додому на сюрприз-вечірку. Епізод завершується тим, що Альберт, зведений брат Чімні, закінчує навчання в пожежній академії Лос-Анджелеса. |                    |                                                              |                            |                                    |                         |           |                     |

### Сезон 5 (2021—2022)
| № серії (загалом) | № серії (в сезоні) | Назва серії                                        | Режисер(и)        | Сценарист(и)                     | Оригінальна дата показу | Код серії | Глядачів U.S. (млн) |
| ----------------- | ------------------ | -------------------------------------------------- | ----------------- | -------------------------------- | ----------------------- | --------- | ------------------- |
| 61                | 1                  | «Паніка» «Panic»                                   | Бредлі Бьюкер     | Тім Майнер і Хуан Карлос Кото    | 20 вересня 2021         | 5LAY01    | 5.08                |
| 62                | 2                  | «Відчайдушні часи» «Desperate Times»               | Бредлі Бьюкер     | Ліндсі Больє і Ендрю Мейерс      | 27 вересня 2021         | 5LAY02    | 5.45                |
| 63                | 3                  | «Відчайдушні заходи» «Desperate Measures»          | Бен Ернандес Брей | Крістен Рейдель                  | 4 жовтня 2021           | 5LAY04    | 5.25                |
| 64                | 4                  | «Вдома і в гостях» «Home and Away»                 | Бренна Маллой     | Боб Гудмен                       | 11 жовтня 2021          | 5LAY03    | 5.25                |
| 65                | 5                  | «Тиск однолітків» «Peer Pressure»                  | Хоакін Седілло    | Надія Абас-Медден                | 18 жовтня 2021          | 5LAY05    | 5.28                |
| 66                | 6                  | «Бійка в камері 9-1-1» «Brawl in Cell Block 9-1-1» | Паула Гунцікер    | Ендрю Мейерс                     | 1 листопада 2021        | 5LAY07    | 5.20                |
| 67                | 7                  | «Історії про привидів» «Ghost Stories»             | Крістен Вінделл   | Стейсі Р. Роуз                   | 8 листопада 2021        | 5LAY06    | 5.01                |
| 68                | 8                  | «Захист на місці» «Defend In Place»                | Джеймс Вонг       | Тейлор Вонг                      | 15 листопада 2021       | 5LAY09    | 5.11                |
| 69                | 9                  | «Минуле - це пролог» «Past Is Prologue»            | Маркус Стокс      | Ян Собель                        | 29 листопада 2021       | 5LAY08    | 5.37                |
| 70                | 10                 | «Загорнуте в червоне» «Wrapped in Red»             | Бренна Маллой     | Ліндсі Больє і Надія Абас-Медден | 6 грудня 2021           | 5LAY10    | 5.39                |
| 71                | 11                 | «Ззовні дивлячись всередину» «Outside Looking In»  | Шона Даггінс      | Боб Гудмен                       | 21 березня 2022         | 5LAY11    | 5.37                |
| 72                | 12                 | «Бостон» «Boston»                                  | Дуайт Літтл       | Ліндсі Больє                     | 28 березня 2022         | 5LAY15    | 4.97                |
| 73                | 13                 | «Страх-офобія» «Fear-o-Phobia»                     | Маркус Стокс      | Ендрю Мейерс і Хуан Карлос Кото  | 11 квітня 2022          | 5LAY12    | 5.06                |
| 74                | 14                 | «Тупа удача» «Dumb Luck»                           | Джон Дж. Грей     | Тейлор Вонг                      | 18 квітня 2022          | 5LAY13    | 5.04                |
| 75                | 15                 | «ФОМО» «FOMO»                                      | Маріта Грабяк     | Ніколь Барраза Кейм              | 25 квітня 2022          | 5LAY14    | 5.08                |
| 76                | 16                 | «День Мей» «May Day»                               | Хуан Карлос Кото  | Хуан Карлос Кото                 | 2 травня 2022           | 5LAY16    | 5.12                |
| 77                | 17                 | «Комплекс Героя» «Hero Complex»                    | Маріта Грабяк     | Стейсі Р. Роуз і Крістен Рейдель | 9 травня 2022           | 5LAY17    | 5.30                |
| 78                | 18                 | «Почати спочатку» «Starting Over»                  | Крістен Рейдель   | Крістен Рейдель                  | 16 травня 2022          | 5LAY18    | 5.55                |

### Сезон 6 (2022—2023)
| № серії (загалом) | № серії (в сезоні) | Назва серії                                    | Режисер(и)                  | Сценарист(и)                       | Оригінальна дата показу | Код серії | Глядачів U.S. (млн) |
| ----------------- | ------------------ | ---------------------------------------------- | --------------------------- | ---------------------------------- | ----------------------- | --------- | ------------------- |
| 79                | 1                  | «Нехай ігри починаються» «Let the Games Begin» | Янн Тернер                  | Ендрю Мейерс                       | 19 вересня 2022         | 6LAY01    | 4.82                |
| 80                | 2                  | «Помиляйся і вчись» «Crash & Learn»            | Хуан Карлос Кото            | Хуан Карлос Кото                   | 26 вересня 2022         | 6LAY02    | 4.56                |
| 81                | 3                  | «Диявол, якого ти знаєш» «The Devil You Know»  | Стівен Цучіда               | Ліндсі Больє                       | 3 жовтня 2022           | 6LAY04    | 5.00                |
| 82                | 4                  | «Тваринні інстинкти» «Animal Instincts»        | Майкл Медіко                | Стейсі Р. Роуз                     | 10 жовтня 2022          | 6LAY03    | 4.90                |
| 83                | 5                  | «Домашнє вторгнення» «Home Invasion»           | Маріта Грабяк               | Надія Абас-Медден                  | 17 жовтня 2022          | 6LAY05    | 4.97                |
| 84                | 6                  | «Завтра» «Tomorrow»                            | Хоакін Седілло              | Ніколь Барраза Кейм                | 24 жовтня 2022          | 6LAY06    | 5.15                |
| 85                | 7                  | «Проклятий» «Cursed»                           | Джеймс Вонг                 | Тейлор Вонг                        | 7 листопада 2022        | 6LAY07    | 5.09                |
| 86                | 8                  | «Яка ваша фантазія?» «What's Your Fantasy?»    | Маріта Грабяк               | Ендрю Мейерс                       | 14 листопада 2022       | 6LAY08    | 4.94                |
| 87                | 9                  | «Червоний прапор» «Red Flag»                   | Бренна Маллой               | Ніколь Барраза Кейм                | 28 листопада 2022       | 6LAY09    | 4.96                |
| 88                | 10                 | «За мить» «In a Flash»                         | Бредлі Бьюкер               | Хуан Карлос Кото                   | 6 березня 2023          | 6LAY10    | 4.95                |
| 89                | 11                 | «В іншому житті» «In Another Life»             | Хоакін Седілло і Янн Тернер | Ліндсі Больє                       | 13 березня 2023         | 6LAY11    | 4.38                |
| 90                | 12                 | «Відновлення» «Recovery»                       | Джон Дж. Грей               | Ендрю Мейерс                       | 20 березня 2023         | 6LAY12    | 4.41                |
| 91                | 13                 | «Змішані почуття» «Mixed Feelings»             | Джихане Мрад Балаа          | Стейсі Р. Роуз                     | 10 квітня 2023          | 6LAY13    | 4.48                |
| 92                | 14                 | «Тривога продуктивности» «Performance Anxiety» | Шона Даггінс                | Надія Абас-Медден                  | 17 квітня 2023          | 6LAY14    | 4.46                |
| 93                | 15                 | «Смерть і податки» «Death and Taxes»           | Грег Сирота                 | Тейлор Вонг                        | 24 квітня 2023          | 6LAY15    | 4.53                |
| 94                | 16                 | «Загублено та знайдено» «Lost & Found»         | Бренна Маллой               | Ліндсі Больє                       | 1 травня 2023           | 6LAY16    | 4.17                |
| 95                | 17                 | «Любов у повітрі» «Love Is in the Air»         | Хуан Карлос Кото            | Хуан Карлос Кото                   | 8 травня 2023           | 6LAY17    | 4.48                |
| 96                | 18                 | «Платіть вперед» «Pay It Forward»              | Бредлі Бьюкер               | Ніколь Барраза Кейм & Ендрю Мейерс | 15 травня 2023          | 6LAY18    | 4.32                |

### Сезон 7 (2024)
| № серії (загалом) | № серії (в сезоні) | Назва серії                                                      | Режисер(и)      | Сценарист(и)                           | Оригінальна дата показу | Код серії | Глядачів U.S. (млн) |
| --- | ------------------ | ---------------------------------------------------------------- | --------------- | -------------------------------------- | ----------------------- | --------- | ------------------- |
| 97 | 1                  | «Покинути кораблі» «Abandon Ships»                               | Джон Дж. Грей   | Тім Майнер                             | 14 березня 2024         | 7LAY01    | 4.93                |
| Після того, як винищувач врізається в будинок сварливої пари, Чімні помилково вважає, що його стосунки з Медді «застигають» (стають рутинними) і намагається їх врятувати. Після виклику, де жінка через тиск у стосунках спричиняє в хлопця важку гіпотензію, Чімні розуміє, що просто неправильно зрозумів ситуацію. Едді дізнається, що Бак розійшовся з Наталією, а згодом помічає, що Крістоферу бракує мами. Це спонукає Едді передати йому листа, який Шеннон написала, коли Крістофер був маленьким. Тим часом Боббі й Афіна зустрічають Нормана і Лолу Петерсонів — пару, чиї стосунки вони допомогли зберегти ще у 2 сезоні (епізод "Buck, Actually") — на круїзному лайнері. Коли Лола зникає, а з Норманом з’являється інша жінка з її ID, Афіна підозрює Нормана у вбивстві. Однак пізніше з’ясовується, що Лолу викрали пірати, які вважають, що Норман має флешку з біткойнами. Пірати штурмують корабель і беруть усіх у заручники. |                    |                                                                  |                 |                                        |                         |           |                     |
| 98 | 2                  | «Розкачайте човен» «Rock the Boat»                               | Бредлі Бьюкер   | Ліндсі Больє & Хуан Карлос Кото        | 21 березня 2024         | 7LAY02    | 5.42                |
| Вважаючи, що флешка у Нормана, ватажок піратів стріляє в нього (не смертельно). Насправді носієм флешки виявляється Джуліан — ведучий розваг на кораблі, який мав тривалий роман з Лолою. Джуліан віддає флешку піратам, і ті йдуть, але перед цим підривають бомбу, яка виводить з ладу зв'язок і сам корабель. Афіна затримує Джуліана, що тікає, після чого разом з Боббі спускається в машинне відділення, щоби не дати кораблю затонути. Вони опиняються в пастці й майже тонуть, але їх рятує Джуліан, який усвідомив свої помилки.Підіймається ураган, і корабель перевертається. Тим часом Ген хвилюється, що може втратити роботу після випадку: син радниці Олівії Ортіс, який після аварії відмовився від огляду, пізніше помер через крововилив у мозок. Ген зрештою виправдовують — з’ясовується, що підліток був під наркотиками й п’яний. Пізніше вона помічає, що судно Боббі й Афіни зникло з радарів, і звертається до Медді по допомогу в пошуках. |                    |                                                                  |                 |                                        |                         |           |                     |
| 99 | 3                  | «Перекинувся» «Capsized»                                         | Бредлі Бьюкер   | Хуан Карлос Кото & Ліндсі Больє        | 28 березня 2024         | 7LAY03    | 5.53                |
| Дорогою до пробоїни, спричиненої вибухом, група Боббі й Афіни зустрічає жінку, яка залишила в каюті малого сина, Корі. Боббі повертається за ним, а решта прямує далі. Отвір, крізь який можна врятуватись, виявляється зависоко. Джуліан намагається піднятися туди, щоб запустити сигнальну ракету, але падає, вдаряється головою і помирає. Афіні вдається запустити ракету, і її помічає команда 118, яка прибула на місце на гвинтокрилі LAFD, пілотованому колишнім членом команди — Томмі. Їх усіх евакуюють: спочатку групу Афіни, потім Боббі з Корі. Боббі й Афіна возз’єднуються, Нормана госпіталізують, а Лолу заарештовують за пособництво Джуліану. |                    |                                                                  |                 |                                        |                         |           |                     |
| 100 | 4                  | «Бак, стурбований і збентежений» «Buck, Bothered and Bewildered» | Чед Лоу         | Ендрю Мейерс & Bradley Michael Marques | 4 квітня 2024           | 7LAY04    | 4.76                |
| Едді й Томмі стають добрими друзями, що викликає ревнощі Бака. Під час гри в баскетбол Бак випадково травмує Едді. Медді допомагає Баку усвідомити, що за його поведінкою стоїть ревнощі, і коли Томмі приходить до нього, Бак зізнається у своїх почуттях. Томмі його цілує, і вони домовляються піти на побачення. Гаррі Грант повертається до Лос-Анджелеса, але радість зустрічі швидко змінюється тривогою: виявляється, його розшукує поліція Маямі-Дейд за напад на власника магазину, який проявив дискримінацію, і втечу з міста. Афіна переконує Гаррі добровільно здатися поліції, і укладається угода: він залишається в Лос-Анджелесі, займаючись громадськими роботами. Серед викликів: прем’єру The Bachelor зриває дівчина, яка приклеює себе до під’їзду, щоб потрапити на шоу; з «розмовляючої» раковини в ресторані лунають крики, виявляється, що під нею застряг чоловік у каналізації; літня жінка стріляє в «чужинця», який виявляється її власним сином — вона його не впізнала його через крововилив у мозок.                                                                          |                    |                                                                  |                 |                                        |                         |           |                     |
| 101 | 5                  | «Ти мене не знаєш» «You Don't Know Me»                           | Бренна Маллой   | Ліндсі Больє і Тейлор Вонг             | 11 квітня 2024          | 7LAY05    | 4.61                |
| Мотиватор на сцені раптово розвиває синдром «інопланетної руки» і в комічному нападі атакує команду 118, яка приїхала на допомогу. Пізніше, коли Едді й Марісоль опиняються в тому ж ресторані, що й Бак із Томмі, Бак нервово бреше про характер їхнього побачення, і Томмі йде раніше. Бак камінг-аутить перед Медді та Едді, які допомагають йому розібратися у своїх почуттях. Під час кави Бак підтверджує свої наміри і просить Томмі бути його супутником на весіллі Медді. Марісоль тим часом переїжджає до Едді й зізнається, що колись була послушницею. Це спричиняє в Едді духовну кризу — він радиться з Боббі (практикуючим католиком) і вирішує сповільнити їхні стосунки, попросивши Марісоль переїхати. Ген і Карен беруть під опіку дівчинку на ім’я Мара, яка проявляє агресивну поведінку. Ген важко з цим справляється, але після зміни серця під час виклику із собакою-рятівником розуміє, що Мара травмована смертю батьків від передозування. Зрештою, дівчинка знаходить спокій у родині Вілсонів. Пізніше, Бак і Едді прибувають на весілля Медді й Чімні у безладі… а Чімні зникає. |                    |                                                                  |                 |                                        |                         |           |                     |
| 102 | 6                  | «Там іде наречений» «There Goes the Groom»                       | Джон Дж. Грей   | Тім Майнер і Ніколь Барраза Кейм       | 2 травня 2024           | 7LAY06    | 4.28                |
| У Чімні починається амнезія дорогою на парубочий вечір (який Бак та Едді все ж проводять на повну). Він блукає містом у дезорієнтованому стані, повертаючись до знайомих місць зі свого минулого. Наступного дня, коли він не з’являється на весіллі, команда 118 вирушає на його пошуки. Виявляється, у Чімні вірусний енцефаліт — наслідок контакту з чоловіком, якого він тижнями раніше витягав із вентиляційної шахти. Водночас 118 отримує повідомлення, що Чімні допомагає на місці ДТП. Чімні переслідують бачення Дага Кендалла, який знущається з нього й доводить майже до відчаю, поки його не рятує уява покійного прийомного брата Кевіна Лі. Батьки Кевіна знаходять Чімні й доставляють до лікарні. Після відновлення пам’яті, він і Медді вирішують провести церемонію весілля прямо в його палаті. Невдовзі Бак випадково розкриває свою орієнтацію перед усією 118, прийшовши з обличчям у сажі після поцілунку з Томмі. |                    |                                                                  |                 |                                        |                         |           |                     |
| 103 | 7                  | «Привид другого шансу» «Ghost of a Second Chance»                | Джеймс Вонг     | Тейлор Вонг і Джеймс Вонг              | 9 травня 2024           | 7LAY07    | 4.39                |
| Медді приймає виклик від жінки, яка разом із немовлям опинилася в автомобілі, що рухається — її викрав власний чоловік. Машина потрапляє в аварію, і коли рятувальники прибувають, знаходять лише жінку. Співчуваючи їй, Медді навідує її в лікарні, де знайомиться з медбратом на ім’я Амір. Виявляється, «чоловік» не був з нею одружений, а був сталкером, який намагався «відновити» сім’ю, що його покинула. Він викрадає іншу жінку з дитиною, але потрапляє в аварію з поліцейською машиною і одразу затримується Афіною та командою 118. Коли Боббі повертає дитину матері в лікарню, Амір впізнає Боббі. Ген і Карен возз’єднують Мару з її молодшим зведеним братом, якого усиновила інша родина. Тим часом Едді знайомиться з жінкою на ім’я Кім, яка виглядає як дві краплі води схожа на його покійну дружину Шеннон, і заводить з нею емоційний роман. |                    |                                                                  |                 |                                        |                         |           |                     |
| 104 | 8                  | «Крок дев'ятий» «Step Nine»                                      | Джон Дж. Грей   | Тім Майнер і Крістен Рейдель           | 16 травня 2024          | 7LAY08    | 3.69                |
| Амір виявляється вижившим під час катастрофічної пожежі в Міннесоті, яку Боббі спричинив у період алкоголізму. На зустрічі АА він ділиться своєю історією, що спонукає Боббі шукати спокути. Коли Аміра поранено наркокартелем під час гуманітарної місії в Джакумбі, Боббі вирушає його рятувати, паралельно згадуючи жорстоке дитинство з батьком-пожежником, який теж зруйнував власне життя алкоголем і насильством. Удвох вони ледве уникають полону й рятуються працівниками місії. Амір дякує Боббі, але чесно зізнається, що не пробачає його. |                    |                                                                  |                 |                                        |                         |           |                     |
| 105 | 9                  | «Попіл, попіл» «Ashes, Ashes»                                    | Крістін Халафян | Ендрю Мейерс і Хуан Карлос Кото        | 23 травня 2024          | 7LAY09    | 4.54                |
| Команду 118 і Томмі нагороджують медалями за героїзм під час порятунку з круїзного лайнера. Боббі також отримує нагороду — без попередження — але відмовляється її носити. Він повідомляє начальству, що планує вийти на пенсію, що викликає обурення в Афіни. Вона просить Аміра підтримати його, але побачивши, яке хороше життя має Боббі після трагедії в Міннесоті, Амір йде геть. Бак зустрічає Кім на пожежній станції й вимагає пояснень від Едді, який зрештою зізнається Кім у тому, ким була Шеннон. Кім приходить із зачіскою, точною як у Шеннон, що провокує в Едді вибух емоцій. У момент обіймів між ними з’являються Крістофер і Марісоль. Тим часом у відповідь на смерть сина, член міськради Ортіс скасовує слухання про усиновлення Мари. Після конфлікту з Ген вона анулює ліцензію родини Вілсонів і забирає Мару з дому. Пізніше, після кошмару про батька, Боббі прокидається в палаючому будинку. Він рятує Афіну, але сам зазнає серцевого нападу. |                    |                                                                  |                 |                                        |                         |           |                     |
| 106 | 10                 | «Всі падають» «All Fall Down»                                    | Джон Дж. Грей   | Крістен Рейдель і Ліндсі Больє         | 30 травня 2024          | 7LAY10    | 5.19                |
| Після інциденту з Кім Марісоль покидає Едді, а Крістофер, який відмовляється з ним спілкуватися, переїжджає до Техасу до бабусі й дідуся, бо вважає ситуацію надто токсичною. Афіна звинувачує Аміра в підпалі, що ледь не вбив Боббі, але виявляється, що це картель, який мститься за смерть свого члена в Джакумбі. З натяками на те, що саме через Аміра полум’я охопило будинок, він добровільно віддає себе картелю. У будівлі, де його тримають, стається пожежа — Афіна рятує його, і це допомагає Амiру впоратись із власною травмою. Медді й Чімні тимчасово беруть Мару на піклування, поки Ген і Карен намагаються повернути свою ліцензію. Боббі одужує і після щирої розмови з Аміром повертається до станції. Там 118 зустрічає колишнього капітана Вінсента Джеррарда, який неочікувано оголошує про плани Боббі піти з роботи, а потім заявляє, що саме він стане новим капітаном — до обурення всієї команди. |                    |                                                                  |                 |                                        |                         |           |                     |

### Сезон 8 (2024—2025)
| № серії (загалом) | № серії (в сезоні) | Назва серії                                                 | Режисер(и)       | Сценарист(и)                                 | Оригінальна дата показу | Код серії | Глядачів США (млн) |
| --- | ------------------ | ----------------------------------------------------------- | ---------------- | -------------------------------------------- | ----------------------- | --------- | ------------------ |
| 107 | 1                  | «Базкілл» «Buzzkill»                                        | Джеймс Вонг      | Моллі Грін і Джеймс Леффлер                  | 26 вересня 2024         | 8LAY01    | 4.93               |
| Ген і Карен роблять крок уперед у процесі відновлення дозволу на опіку; Ген помічає, що між Чімні та Марою виникає зв’язок. Бак і Томмі допомагають Едді організувати онлайн-вечірку до дня народження Крістофера, але хлопець байдужий і врешті йде святкувати з новими друзями, що засмучує Едді. Боббі працює технічним консультантом на зйомках серіалу про пожежників Hotshots; продюсери його ігнорують, але головний актор Бред Торренс ним захоплюється. У центрі міста вантажівка з 22 мільйонами бджіл-убивць потрапляє в аварію, наражаючи на небезпеку матір і доньку, а згодом — і гостей парфумерної вечірки. Завдяки ініціативі Бака команда 118 успішно ліквідовує обидві загрози, однак Герард карає його за «недисциплінованість». Пізніше Бак рятує Герарда від дискової пилки, однак при цьому випадково збиває його, а той непритомніє. Тим часом Афіна супроводжує до Лос-Анджелеса Денніса Дженкінса — вбивцю свого першого нареченого (з серії Athena Begins), щоб той дав свідчення у справі про торгівлю людьми в обмін на умовне звільнення. По дорозі вона затримує псевдоофіцера, який намагається забрати Денніса собі. Денніс зізнається, що на нього полюють. Вони летять до ЛА, але через зграю бджіл, яка заважає видимості, літак зіштовхується з іншим у повітрі. |                    |                                                             |                  |                                              |                         |           |                    |
| 108 | 2                  | «Коли Боїнг стає важким...» «When the Boeing Gets Tough...» | Бредлі Бьюкер    | Тед Гріффін і Тім Майнер                     | 3 жовтня 2024           | 8LAY02    | 4.92               |
| Перед зіткненням Денніс розповідає Афіні, що його хочуть вбити, оскільки злочинець, причетний до справи про торгівлю людьми, поділився з ним інформацією в тюрмі. Зіткнення вбиває пілотів обох літаків і утворює дві діри в фюзеляжі Афіниного літака: одну — в кабіні пілота, яка призводить до втрати свідомості другим пілотом, а іншу — в задній частині літака. Поки Герарда везуть до лікарні, команда 118 допомагає пасажирам по телефону надавати першу допомогу. Афіна намагається керувати літаком за допомогою інструкторів на землі й юного фаната авіації на борту. Другий пілот приходить до тями, але невдовзі отримує серцевий напад. Тим часом усі пожежні станції спрямовують до LAX; Бак окремо їде туди, забираючи Боббі й Бреда зі знімального майданчика на бутафорській пожежній машині. |                    |                                                             |                  |                                              |                         |           |                    |
| 109 | 3                  | «Остаточний підхід» «Final Approach»                        | Бредлі Бьюкер    | Тім Майнер і Тед Гріффін                     | 10 жовтня 2024          | 8LAY03    | 5.52               |
| Пасажири літака по черзі проводять серцево-легеневу реанімацію другому пілоту. Через пошкоджений кермовий пристрій літак не може повертати, тож посадка в LAX стає неможливою. Афіна вирішує сісти на автомагістралі 110, а Бак, Бред і Боббі розчищають для цього ділянку. Посадка вдається, однак під час евакуації пасажирів спалахує пожежа, і Афіна опиняється в небезпеці, залишившись допомагати другому пілоту. Команда 118 та Боббі прибувають, гасять пожежу і рятують Афіну. Після цього Боббі заважає детективам знайти Афіну та Денніса, і всі троє вирушають на довгострокову стоянку аеропорту, щоб забрати книгу з іменами спільників торговця людьми. За ними слідкує фальшивий детектив, який стріляє в Боббі. Денніс приймає кулю на себе, але встигає заколоти нападника, завдяки чому його заарештовують. Афіна передає книгу надійним слідчим і згодом щиро розмовляє з Деннісом, прощаючи йому те, що довго не могла відпустити. Тим часом Герард повертається до команди 118 і поводиться незвично вдячно щодо Бака, чим дивує всіх. |                    |                                                             |                  |                                              |                         |           |                    |
| 110 | 4                  | «Немає кращого місця, ніж дім» «No Place Like Home»         | Маріта Грабяк    | Ліндсі Больє                                 | 17 жовтня 2024          | 8LAY04    | 4.16               |
| Афіна планує відбудову зруйнованого будинку, який вона ділила з Боббі. Герард готується скоротити 12% штату пожежної служби через брак бюджету; згодом він запроваджує обов’язкове носіння боді-камер для всіх пожежників. Серед викликів — чоловік-чірлідер зі скрученим тазом і тигр, що напав на господаря квартири свого власника. Едді, сумуючи за Крістофером, конфронтує з відсутнім батьком чірлідера, допомагаючи відновити їхні стосунки. На слуханні щодо усиновлення Мари виникає ризик її повернення в груповий будинок після того, як з’ясовується, що родина Вілсонів продовжувала з нею спілкування попри попередню заборону. Членкиня міськради Олівія Ортіс, яка досі не пробачила Ген загибель свого сина, відхиляє її прохання про поблажливість і зізнається, що саме вона призначила Герарда до 118-ї станції. Після того як Ген і Боббі розповідають про це Герарду, той переконує Ортіс закрити 118-ту, щоб скоротити витрати. Команда оскаржує це в суді, а репутація Ортіс руйнується після того, як з боді-камери Герарда з’являється запис, що викриває її махінації. Мара возз’єднується з Вілсонами, а Боббі повертається на посаду капітана 118-ї, тоді як Герард займає технічну консультативну посаду на зніманнях серіалу. |                    |                                                             |                  |                                              |                         |           |                    |
| 111 | 5                  | «Маски» «Masks»                                             | Крістін Халафян  | Тейлор Вонг                                  | 24 жовтня 2024          | 8LAY05    | 3.98               |
| Роздратована Карен допитує Ген щодо її частих відсутностей під час свят. Афіна читає лекцію про безпеку на Гелловін у школі, але учні її ігнорують. Едді сумує через те, що Крістофер вже переріс Гелловін. Бак, не знаючи, прикрашає Хаунт Фест 118-ї справжнім трупом, налякавши дітей, коли той «оживає» і він зіштовхує йому плече, а потім сам травмується. Вдома під час відновлення з Томмі Бак дізнається, що труп належав покритому фурункулами ковбою, якого зрадили товариші. На ранок Бак прокидається з фурункулами і, через це та травму, починає вірити, що його прокляли; Едді і Томмі залишаються скептичними. У ніч на Гелловін Афіна та 118-та отримують низку викликів, серед яких — аварія, спричинена чоловіком, який переслідував учнів, що закидали його дім яйцями. Водій гине, а Денні виявляється затиснутим між машиною й будинком. Його серце зупиняється, але Ген рятує його завдяки переливанню крові від Карен і серцево-легеневій реанімації. Ген і Карен миряться. Бак і Томмі відвідують могилу трупа, й Бак «знімає прокляття», виголосивши промову про цінність дружби. |                    |                                                             |                  |                                              |                         |           |                    |
| 112 | 6                  | «Сповіді» «Confessions»                                     | Чед Лоу          | Ендрю Мейерс                                 | 7 листопада 2024        | 8LAY06    | 4.16               |
| Томмі випадково розповідає Баку, що колись був заручений з Еббі Кларк, коли ще не зробив камінг-аут. Медді та Джош заспокоюють Бака, кажучи, що Томмі щирий. Едді сповідається, відчуваючи провину перед Крістофером, але відкидає пораду священника щодо покути. Згодом той же священник впізнає Едді в публічному місці й зазначає, що його вуса — лише маскування внутрішнього болю. Медді натякає Чімні на ідею другої дитини, але той вагається через тяжкий досвід післяпологової депресії Медді. Серед викликів — божевільна дружина, яка викрадає прах свекрухи, чоловік, який чхає настільки сильно, що «вивертає» свої нутрощі, та хлопчик, який допомагає врятувати свого молодшого брата з ями. Останній випадок зворушує Чімні, й Медді зізнається, що вже вагітна. Бак розповідає Томмі про минулі стосунки з Еббі й просить його переїхати. Томмі, відчуваючи, що він — лише «перший», а не «останній», припиняє стосунки, аби уникнути болю. Едді голить вуса та танцює вдома, символічно звільняючись від тягаря. Розбитий Бак приходить до нього, й вони мовчки п’ють разом. |                    |                                                             |                  |                                              |                         |           |                    |
| 113 | 7                  | «Готшотс» «Hotshots»                                        | Кіт Тріплер      | Ліндсі Больє і Айша Кейсі                    | 14 листопада 2024       | 8LAY07    | 4.01               |
| Бак одержимо пече, намагаючись відволіктись від думок про Томмі; під час вечері з Медді та Чімні він здогадується про вагітність сестри. Афіна травмує ногу, зупиняючи пограбування банди, й отримує в помічники новобранця — офіцера Метью Спаркса. Той каже, що став поліцейським, бо лише копи викликали страх у його жорстокого батька. Афіна змінює Спаркса, помітивши його самозакоханість, а згодом бачить, як він випадково стріляє в неадекватного водія. Після цього Афіна вирішує подати заявку на новобранця. Бред, який віддає перевагу Боббі перед Герардом, саботує роботу останнього, що призводить до травмування каскадера. Начальник Сімпсон просить Боббі наставляти Герарда; той зізнається, що Бред його цькує. Боббі запрошує Бреда на вечерю, щоб залагодити конфлікт, але жорстко висловлюється, коли той погано поводиться з офіціанткою. Цей момент фільмують, і він стає вірусним, принижуючи Бреда, але також посилюючи його захоплення Боббі настільки, що він отримує дозвіл “бути його тінню” в 118-й. |                    |                                                             |                  |                                              |                         |           |                    |
| 114 | 8                  | «Охочі» «Wannabes»                                          | Бредлі Бьюкер    | Моллі Грін і Джеймс Леффлер                  | 21 листопада 2024       | 8LAY08    | 4.60               |
| Афіну викликають до паркінгу, де самопроголошений "Кошиковий коп" на ім’я Ґрем викриває й осоромлює людей, які не повертають візки на місце. Згодом на нього нападає один із таких "порушників", якого Афіна викриває як літнього працівника супермаркету, що зсував візки. Врешті-решт саме Ґрем отримує його роботу. 118-та реагує на багатомашинну аварію, спричинену проривом каналізації, й рятує пару, заблоковану у машині, яка заповнюється водою. Бред, прагнучи допомогти, витягує непритомну жінку, але Боббі критикує його за те, що він перемістив потерпілу без шийного коміра, і нагадує, що Бред — лише спостерігач, а не член команди. Едді й Бред розмовляють про батьківство та своїх синів. Згодом 118-та виїжджає до чоловіка, якого щойно звільнили, і який замислює самогубство. Побачивши Бреда, Боббі просить його допомогти. Вони укладають угоду залишитися живими, хоча Бред робить це від імені свого персонажа з Hotshots — капітана Рейса Баннера. Після цього Бак дізнається, що Едді думає про переїзд до Ель-Пасо, аби бути ближче до Крістофера. Згідно з обіцянкою, Бред повертається до Hotshots. |                    |                                                             |                  |                                              |                         |           |                    |
| 115 | 9                  | «Історії для ридання» «Sob Stories»                         | Бредлі Бьюкер    | Тім Майнер, Рашад Райсані, Мет Солік         | 6 березня 2025          | 8LAY09    | 4.66               |
| 118-та виїжджає на пожежу в притулку для тварин, і Бак прив'язується до собаки, якого рятує. Медді отримує виклик від викрадача дитини, який бере дівчинку в заручники. Вона об’єднується з Афіною та детективкою Амбер Брейберн, спеціалісткою з викрадень дітей, щоб вийти на злочинця. Під час виклику, здається, він накладає на себе руки, а дівчинку рятують. Тим часом Баку важко змиритися з переїздом Едді. Вони зустрічаються з потенційними орендарями для квартири Едді, і Бак підсвідомо зриває всі зустрічі, через що між ними виникає конфлікт. Згодом Бак долає свої емоції й повідомляє Едді, що сам виїде з лофта, полегшуючи тому рішення щодо орендаря — і вони миряться. Тієї ж ночі Медді викрадають і накачують наркотиками у власному домі — це виявляється Амбер, яка насправді й була справжньою вбивцею. |                    |                                                             |                  |                                              |                         |           |                    |
| 116 | 10                 | «Голоси» «Voices»                                           | Jennifer Lynch   | Тед Гріффін і Моллі Савард                   | 13 березня 2025         | 8LAY10    | 4.21               |
| Чімні з Баком повертаються додому й знаходять доньку саму, а обручка Медді знята, що викликає паніку. 118-та розділяється: Бак і Едді шукають Медді, Ген і Карен залишаються з дітьми, а Чімні з Афіною зустрічаються з Амбер, ще не знаючи про її справжню сутність. Медді приходить до тями у підвалі, прикута й замкнена. Вона з’ясовує, що Амбер колись теж викрали, і в неї розлад множинної особистості. Амбер намагається ввести їй смертельну дозу фентанілу, але Медді відтягує час, розмовляючи з однією з альтер-особистостей — "Пітером". Під час наступного інциденту Амбер повертається до свідомості й вступає у боротьбу з Медді, ріже їй горло. В той час як Чімні перебуває нагорі, Амбер намагається напасти й на нього, але поранена Медді встигає її зіштовхнути, й Афіна вчасно прибуває, застреливши Амбер. Дитину рятують, Медді госпіталізують, і вона з Чімні дізнаються, що чекають на хлопчика. Пізніше Бак допомагає Едді переїхати. Після ніякового прощання Едді від’їжджає, залишивши Бака стояти одного під дощем. |                    |                                                             |                  |                                              |                         |           |                    |
| 117 | 11                 | «Пресвята Богородиця» «Holy Mother of God»                  | Аїша Гайндс      | Тейлор Вонг і Дарек Чіох                     | 20 березня 2025         | 8LAY11    | 4.76               |
| Під час надзвичайної ситуації, коли сотні парафіян церкви страждають від отруєння чадним газом, Боббі несподівано зустрічається зі своєю матір’ю, мандрівною цілителькою Анн, і старшим братом Чарлі. Стосунки між ними давно зіпсувалися через знущання з боку їхнього батька. Чарлі переконує Боббі зустрітися з матір’ю, але їхня розмова перетворюється на сварку — Боббі звинувачує її в тому, що вона залишила його в дитинстві. Під час іншого виклику — дружина тікає від чоловіка, який намагався її вбити після 40 років шлюбу — Боббі починає розуміти, чому Анн залишила родину. Вони примиряються після того, як він дізнається, що в неї метастатичний рак, а подорожі з мегацерквою лише погіршують її стан. Вона зізнається у хворобі перед парафіянами й каже, що сила зцілення завжди була в них самих. Тим часом Бак намагається звикнути до життя в домі Едді, де все нагадує про його відсутність. Медді радить йому знайти нових друзів, тож Бак іде з Раві випити. Раві зникає після того, як бачить Томмі, який зрештою переспить із Баком. Вранці Томмі каже, що готовий дати їм шанс тепер, коли Едді, його «конкурент», поїхав, і звинувачує Бака в тому, що той закоханий в Едді. Бак заперечує, але так, що натякає на глибші почуття. Томмі йде розчарований. Пізніше Бак розмовляє з Медді, яка радить йому знову навчитись бути одному, і він нарешті розпаковує речі. Наприкінці Афіна отримує повідомлення по рації — озброєний грабіжник готується втекти на круїзному лайнері The Odyssey. Цей епізод — початок кросовера, що завершується в Doctor Odyssey, сезон 1, епізод 11. |                    |                                                             |                  |                                              |                         |           |                    |
| 118 | 12                 | «Від’єднані» «Disconnected»                                 | Тесса Блейк      | Моллі Грін і Джеймс Леффлер                  | 27 березня 2025         | 8LAY12    | 5.04               |
| Медді повертається на роботу після нічного жаху, намагаючись повернутися до нормального життя, але під час одного з викликів втрачає голос. Лікар повідомляє, що це — результат психологічної травми, і радить Медді з’ясувати, в чому корінь проблеми. Чімні підтримує її через голосові вправи, а Афіна ділиться власним досвідом і заспокоює: голос повернеться з часом. Пізніше, в парку, Медді охоплює паніка, коли вона втрачає з поля зору Джі — але, щоби покликати доньку, голос до неї повертається. Тим часом в Ель-Пасо, попри позитивні рекомендації (і запевнення, що в 118-й йому завжди раді), пожежна частина не може дати Едді роботу через заморожування наймів. Через фінансову скруту він здає свій пікап і бере роботу водієм у райдшерінгу — з труднощами адаптується соціально. Він запевняє Кріса та батьків, що все ще працює пожежником, але Кріс викриває його, коли випадково сідає до нього в авто й прикидається, що не знає його. Бак підтримує Едді відеодзвінками, радить не здаватися й поговорити з сином. Едді пише Крісу вибачення. Той приходить до нього й каже, що все одно пишається батьком і хоче, щоб він був у його житті. Серед викликів у цьому епізоді: пожежа в будівлі та машина, що зависла на краю стоянки. |                    |                                                             |                  |                                              |                         |           |                    |
| 119 | 13                 | «Невидимий» «Invisible»                                     | Бренна Маллой    | Ліндсі Больє і Тейлор Вонг                   | 3 квітня 2025           | 8LAY13    | 4.13               |
| Ген відчуває себе невидимою, бо всі навколо забувають, що в неї день народження. Вона співпереживає Арчі — чоловіку, який постраждав у кількох курйозних інцидентах протягом дня. Його замкнули у вбудованому ліжку, поки його наречена займалася сексом з його кузеном зверху. Потім він перебирається жити в авто, пробиває колесо, а потім застряє в колесі вантажівки. Врешті-решт його машину евакуюють — разом з усіма його речами й ним самим усередині. Після низки невдач, переповнений емоціями, Арчі бере в заручники пасажирів міського автобуса з кухонним ножем. Один з пасажирів падає на ніж, коли автобус наїжджає на шипи. 118-та приїжджає, і Ген відчуває провину, бо саме вона надихнула Арчі «зайняти місце у світі» — це була промова як для нього, так і для себе. Вона входить в автобус і переконує Арчі відпустити людей. Вдома її чекає сюрприз — святкування дня народження, яке вона називає найкращим у своєму житті. Паралельно: Едді дізнається, що Кріс їде на шаховий турнір у Лаббок, але супроводжувати дозволено лише одному з батьків — і їде Рамон. Бак радить Едді «взяти на себе роль тата» й не здаватися. Під час однієї з партій Кріс блює, і саме Едді допомагає йому, а не Рамон. Поки він прибирає, Кріс зізнається, що ненавидить шахи. На полегшення Кріса, Едді повідомляє, що повертається жити з ним, а згодом повідомляє про це й своїм батькам. |                    |                                                             |                  |                                              |                         |           |                    |
| 120 | 14                 | «День хворих» «Sick Day»                                    | Карла Браун      | Ліндсі Больє і Тейлор Вонг                   | 10 квітня 2025          | 8LAY14    | 4.47               |
| 118-та виїжджає на масову ДТП. Раві евакуює жінку з авто, але не помічає немовля в дитячому кріслі на задньому сидінні. Боббі вдається врятувати дитину, але Раві почувається винним і задумується про звільнення. Бак переконує його не здаватися. Пізніше: вчена Моіра, яка прискорила інкубаційний період геморагічної лихоманки Криму–Конго, щоб створити антивірус, втрачає роботу за порушення протоколів. У гніві вона викрадає пропуск і, перед тим як лабораторію знищують пожежею, зникає. 118-та виїжджає на пожежу. Внаслідок вибуху всі, окрім Бака, опиняються заблокованими в лабораторії, а вірус розпилюється у повітрі. Ген страждає від пневмотораксу, а маска Чімні руйнується — він заражається. Ізолювавшись, Чімні керує Боббі через екстрену торакоцентезу на Ген, але сам починає проявляти симптоми. Команда дізнається, що антивірус, створений Моірою, може врятувати його. Попри заборону армії США, Раві знаходить морозильник, де зберігався препарат, але він порожній — Моіра забрала єдину дозу й планує втекти з міста. |                    |                                                             |                  |                                              |                         |           |                    |
| 121 | 15                 | «Лабораторні щури» «Lab Rats»                               | Дон Вілкінсон    | Крістен Райдел, Моллі Грін та Джеймс Леффлер | 17 квітня 2025          | 8LAY15    | 3.81               |
| Виявляється, що саме Мойра влаштувала пожежу. Афіна та Бак виявляють, що в неї є ліки, однак лише одна доза, і вона має намір отримати Нобелівську премію, продавши цей противірусний препарат. Вони таємно вистежують її до великої фармацевтичної компанії, генеральний директор якої телефонує 9-1-1, дізнавшись про плани Мойри, попереджаючи армію та ФБР. Першими прибувають Афіна та Бак, офіцерка заарештовує Мойру, а Бак телефонує Томмі. За допомогою Томмі Афіні вдається використати Бака та Мойру як відвертальний маневр, щоб Карен могла допомогти їй доставити противірусний препарат Чімні. Тим часом у Раві ненадовго закінчується кисень, але Боббі рятує його, використовуючи трубки в лабораторії. У Чімні починається відмова органів, коли він переходить у другу стадію інфекції, але команда стабілізує його стан за допомогою сольового розчину, перш ніж Афіна прибуває з противірусним препаратом. Боббі виліковує Чімні та сигналізує армії випустити їх, але коли Бак виводить решту команди, Боббі зачиняє двері. Він розповідає, що під час попереднього вибуху в з'єднанні його кисневого балона прорвало дірку, і у нього почалися симптоми приблизно в той час, коли Чімні перейшов на другу стадію. Боббі знав про це, але вирішив промовчати, щоб Чімні можна було врятувати. Афіна спускається, щоб востаннє поговорити з Боббі, де він каже, що вона була причиною, чому він продовжував жити після смерті своєї родини, перш ніж Боббі помирає від вірусу на очах у нажаханої Афіни.                                                                                        |                    |                                                             |                  |                                              |                         |           |                    |
| 122 | 16                 | «Остання тривога» «The Last Alarm»                          | Джон Дж. Грей    | Тім Майнер та Крістен Райдел                 | 1 травня 2025           | 8LAY16    | 4.80               |
| Серія починається зі сцени, що відбувається 8 років тому. Команда Боббі рятує з будинку, що палає, жінку й чоловіка, однак їхня дитина помирає у пожежі. У наш час Афіна намагається вибрати місце для поховання Боббі, попри те, що його тіло все ще знаходиться у військових. Чімні дзвонить до них, намагаючись домовитися про скоріше поховання Боббі, однак Афіна злиться на нього, бо він лише погіршує ситуацію. Тим часом коли команда 118 повертається до роботи, у частину приходить чоловік, який шукає Боббі. Ним виявляється брат жінки, яку Боббі врятував 8 років тому. Зараз вона вважає, що її дитина вижила у пожежі та була викрадена її знайомою тренеркою. Афіна намагається розібратися у ситуації, навіть забуваючи про підготовку похорон чоловіка. Вона знаходить дивні деталі у справі, наприклад, у труні дитини немає решток. Однак після проведення ДНК експертизи між жінкою з пожежі та ймовірним викраденим хлопчиком, виявляється, що він не син потерпілої і їй все здалося. У команду 118 повертають капітана Джерарда. Чімні цим незадоволений, вважаючи, що на його місці мав бути Боббі, який пожертвував собою заради Чімні, не запитавши його. В кінці серії все ж відбувається прощання з Боббі у Лос-Анджелесі, а як місце поховання вибране кладовище у його рідному місті Сент-Пол (Міннесота), де поховані його дружина та діти. |                    |                                                             |                  |                                              |                         |           |                    |
| 123 | 17                 | «Don't Drink the Water» «Не пий воду»                       | Джонатан Лоуренс | Моллі Ґрін та Джеймс Леффлер                 | 8 травня 2025           | 8LAY17    | 3.99               |
| Сидячи за пустим столом у пожежній частині, Бак згадує як весело було тут, коли Боббі був живий. Він приходить до церкви на сповідь, де починає вважати, що Боббі має дати йому знак як діяти. У цей момент відбувається землетрус, під час якого у водосховище потрапляє метан. В стоматологічній клініці жінка дихає вогнем на лікаря, коли їй ополіскують рот, у цей же момент відбуваються десятки дзвінків про різні пожежі та горіння води. Афіна злиться на Чімні, що він вилікувався від інфекції, а її чоловік пожертвував собою заради нього і помер. Вона продовжує робити ремонт у власному будинку, який вони планували з Боббі. Афіна приїжджає на виклик про викрадення одягу з пральні. Крадієм виявляється Ґрем, який раніше викривав й осоромлював людей, які не повертають візки в супермаркеті на місце (епізод «Wannabes»), а зараз викладає і відносить до місця зберігання забутих речей одяг, який довго лежить у пральних машинах після прання. Афіна пояснює йому, що йому час взятися за себе. Коли вона покидає будівлю, у ній стається вибух. |                    |                                                             |                  |                                              |                         |           |                    |
| 124 | 18                 | «Seismic Shifts» «Сейсмічні зсуви»                          | Джон Дж. Грей    | Крістен Райдел та Моллі Савард               | 15 травня 2025          | 8LAY18    | 4.05               |
| В 19-поверхівці відбувається вибух метану. Першою на місці виявляється Афіна, яка приїжджала на виклик у будівлю за момент до вибуху (епізод "Don't Drink the Water"). Декілька пожежних команд рятують людей з багатоповерхівки, що частково обвалилася. До них приєднується Едді, який тимчасово приїхав на похорон Боббі. Після промови Чімні у пожежній частині, він вирішив залишитися у Лос-Анджелесі та повернутися до 118. Бак передумав звільнятися та шукає нову домівку. Афіна все ж продає будинок, який вони почали будувати разом з Боббі. В кінці серії показують Медді, яка народила хлопчика. Його вирішили назвати Робертом Нешем-Ханом, на честь загиблого Боббі. |                    |                                                             |                  |                                              |                         |           |                    |

## Рейтинги

### 1 сезон
| №  | Назва                   | Дата ефіру      | Рейтинг/частка (18–49) | Глядачі (мільйони) | DVR (18–49) | Глядачі DVR (мільйони) | Всього (18–49) | Всього глядачів (мільйони) |
| -- | ----------------------- | --------------- | ---------------------- | ------------------ | ----------- | ---------------------- | -------------- | -------------------------- |
| 1  | «Pilot»                 | 3 січня 2018    | 1.8                    | 6.83               | 1.2         | 3.87                   | 3.0            | 10.69                      |
| 2  | «Let Go»                | 10 січня 2018   | 1.5                    | 5.55               | 1.5         | 4.44                   | 3.0            | 9.99                       |
| 3  | «Next of Kin»           | 17 січня 2018   | 1.8                    | 6.21               | 1.2         | 4.00                   | 3.0            | 10.21                      |
| 4  | «Worst Day Ever»        | 24 січня 2018   | 1.6                    | 6.57               | 1.5         | 4.70                   | 3.1            | 11.27                      |
| 5  | «Point of Origin»       | 31 січня 2018   | 1.6                    | 6.21               | 1.5         | 4.37                   | 3.1            | 10.58                      |
| 6  | «Heartbreaker»          | 7 лютого 2018   | 1.7                    | 6.64               | 1.5         | 4.76                   | 3.2            | 11.40                      |
| 7  | «Full Moon (Creepy AF)» | 28 лютого 2018  | 1.5                    | 5.95               | 1.5         | 4.67                   | 3.0            | 10.62                      |
| 8  | «Karma's a Bitch»       | 7 березня 2018  | 1.6                    | 6.05               | 1.4         | 4.60                   | 3.0            | 10.65                      |
| 9  | «Trapped»               | 14 березня 2018 | 1.6                    | 6.55               | 1.4         | 4.42                   | 3.0            | 10.86                      |
| 10 | «A Whole New You»       | 21 березня 2018 | 1.7                    | 6.63               | 1.4         | 4.54                   | 3.1            | 11.17                      |

### 2 сезон
| №  | Назва                       | Дата ефіру        | Рейтинг/частка (18–49) | Глядачі (мільйони) | DVR (18–49) | Глядачі DVR (мільйони) | Всього (18–49) | Всього глядачів (мільйони) |
| -- | --------------------------- | ----------------- | ---------------------- | ------------------ | ----------- | ---------------------- | -------------- | -------------------------- |
| 1  | «Under Pressure»            | 23 вересня 2018   | 2.6                    | 9.83               | 1.0         | 3.51                   | 3.6            | 13.34                      |
| 2  | «7.1»                       | 24 вересня 2018   | 1.6                    | 6.60               | 1.2         | 4.20                   | 2.8            | 10.81                      |
| 3  | «Help Is Not Coming»        | 1 жовтня 2018     | 1.5                    | 6.09               | 1.3         | 4.54                   | 2.8            | 10.63                      |
| 4  | «Stuck»                     | 8 жовтня 2018     | 1.4                    | 5.92               | 1.3         | 4.35                   | 2.7            | 10.27                      |
| 5  | «Awful People»              | 15 жовтня 2018    | 1.4                    | 5.88               | 1.2         | 4.21                   | 2.6            | 10.09                      |
| 6  | «Dosed»                     | 22 жовтня 2018    | 1.3                    | 5.62               | 1.2         | 4.41                   | 2.5            | 10.05                      |
| 7  | «Haunted»                   | 29 жовтня 2018    | 1.4                    | 5.63               | 1.1         | 4.34                   | 2.5            | 9.97                       |
| 8  | «Buck, Actually»            | 5 листопада 2018  | 1.2                    | 5.59               | 1.1         | 4.34                   | 2.3            | 9.90                       |
| 9  | «Hen Begins»                | 19 листопада 2018 | 1.2                    | 5.15               | 1.2         | 4.27                   | 2.4            | 9.42                       |
| 10 | «Merry Ex-Mas»              | 26 листопада 2018 | 1.4                    | 6.15               | 1.1         | 4.23                   | 2.5            | 10.38                      |
| 11 | «New Beginnings»            | 18 березня 2019   | 1.2                    | 5.96               | 1.2         | 4.55                   | 2.4            | 10.51                      |
| 12 | «Chimney Begins»            | 25 березня 2019   | 1.2                    | 5.66               | 1.1         | 4.18                   | 2.3            | 9.84                       |
| 13 | «Fight or Flight»           | 1 квітня 2019     | 1.3                    | 6.16               | 1.1         | 4.10                   | 2.4            | 10.26                      |
| 14 | «Broken»                    | 15 квітня 2019    | 1.1                    | 5.65               | 1.2         | 4.24                   | 2.3            | 9.89                       |
| 15 | «Ocean's 9-1-1»             | 22 квітня 2019    | 1.2                    | 5.99               | 1.0         | 3.97                   | 2.2            | 9.96                       |
| 16 | «Bobby Begins Again»        | 29 квітня 2019    | 1.1                    | 5.49               | 1.1         | 4.10                   | 2.2            | 9.59                       |
| 17 | «Careful What You Wish For» | 6 травня 2019     | 1.1                    | 5.81               | 1.1         | 4.08                   | 2.2            | 9.89                       |
| 18 | «This Life We Choose»       | 13 травня 2019    | 1.3                    | 6.44               | 0.8         | 2.91                   | 2.1            | 9.36                       |